# Llista d'espais naturals protegits de Catalunya

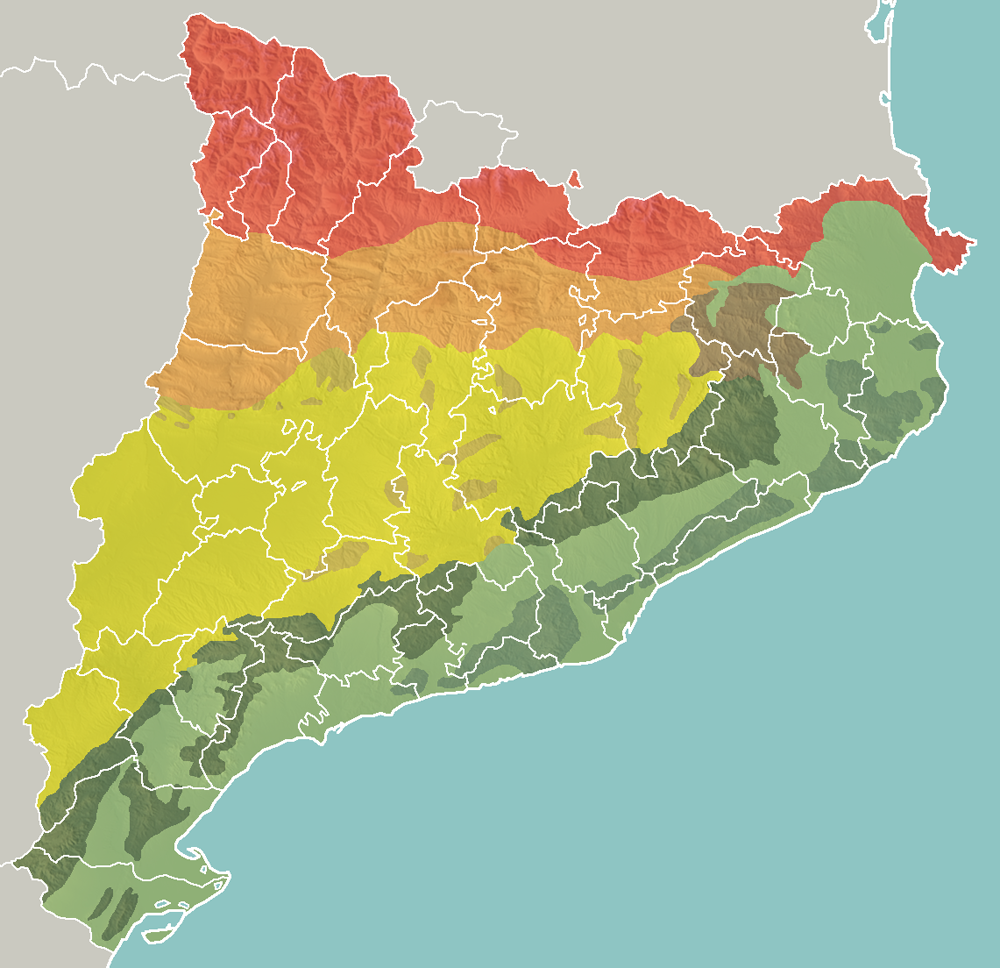
Regions naturals de Catalunya:
Pirineu
Prepirineu
Sistema Transversal
(nord) Plana litoral empordanesa
Sistema Mediterrani
Depressió Central

Llista d'espais naturals protegits de Catalunya d'acord amb el Pla d'Espais d'Interès Natural (PEIN). S'inclouen també com a espais naturals protegits els definits i aprovats de la xarxa Natura 2000, que poden ser de dos tipus:
- Zona d'especial protecció per a les aus (ZEPA)
- Zona d'especial conservació (ZEC) prèvia designació com a Lloc d'importància comunitària (LIC)

El Pla estableix un règim de protecció bàsic a tots els espais inclosos (ENP) i que es pot complementar amb plans especials o declaracions de protecció específiques. Són espais naturals de protecció especial (ENPE), amb indicació de la categoria de gestió UICN corresponent.
| ENPE                                      | Categoria UICN                            |
| ----------------------------------------- | ----------------------------------------- |
| Reserva natural integral (RNI)            | Ia (Reserva natural estricta)             |
| Parc nacional (PNC)                       | II (Parc nacional)                        |
| Paratge natural d'interès nacional (PNIN) | III (Monument natural)                    |
| Reserva natural parcial (RNP)             | IV (Àrea de gestió d'hàbitats o espècies) |
| Reserva natural de fauna salvatge (RNFS)  | IV (Àrea de gestió d'hàbitats o espècies) |
| Parc natural (PNT)                        | V (Paisatge terrestre o marí protegit)    |

La llista es divideix en regions naturals definides en el Pla segons les divisions fisiogràfiques de Catalunya: Pirineu, Prepirineu, Sistema Transversal, Plana litoral empordanesa, Sistema Mediterrani i Depressió Central. Formen part de dues regions biogeogràfiques de la Unió Europea: alpina (Pirineu i part del Prepirineu) i mediterrània (la resta, amb el Prepirineu en el límit d'ambdues).
En total hi ha 182 espais protegits.

## Pirineu
| Nom                                 | Protecció | Àrea (ha)                                                     | Localització | Codi      | Imatge |
| ----------------------------------- | --- | ------------------------------------------------------------- | --- | --------- | --- |
| Arribèra deth Garona                | ENP ZEC Riu Garona | 22,01 (ENP) 212,4 (N2000)                                     | Les, Canejan, Bausen La Garona entre Les i el pont de Rei 42° 49′ 52″ N, 0° 43′ 48″ E / 42.831°N,0.730°E                                                              | ES510087  | {{ca\|Ribera de la Garona (Vall d'Aran)}} · {{WLE-AD-ES\|ES510087}} · {{Object location dec\|42.831\|0.730\|region:ES-CT_type:river_dim:7000_source:cawiki}} · [[Categoria:Arribèra deth Garona]]                     |
| Montanhes de Les e Bossòst          | ENP ZEC i ZEPA Baish Aran | 3.013,71 (ENP)                                                | Bausen, Les, Bossòst (Vall d'Aran) 42° 49′ N, 0° 41′ E / 42.82°N,0.69°E                                                                                               | ES510134  | {{ca\|Montanhes de Les e Bossòst (Vall d'Aran)}} · {{WLE-AD-ES\|ES510134}} · {{Object location dec\|42.82\|0.69\|region:ES-CT_type:forest_dim:10000_source:cawiki}} · [[Categoria:Montanhes de Les e Bossòst]]        |
| Eth Portilhon                       | ENP ZEC i ZEPA Era Artiga de Lin-Eth Portilhon                                                                                        | 764,88 (ENP)                                                  | Bossòst, Arres (Vall d'Aran) 42° 46′ N, 0° 40′ E / 42.76°N,0.67°E | ES510113  | {{ca\|Eth Portilhon (Vall d'Aran)}} · {{WLE-AD-ES\|ES510113}} · {{Object location dec\|42.76\|0.67\|region:ES-CT_type:forest_dim:8300_source:cawiki}} · [[Categoria:Eth Portilhon]]                                   |
| Era Artiga de Lin                   | ENP RNP Baish Aran ZEC i ZEPA Era Artiga de Lin-Eth Portilhon                                                                         | 7.026,1 (ENP) 6.871,98 (N2000)                                | Vielha e Mijaran, es Bòrdes, Vilamós (Vall d'Aran) 42° 41′ N, 0° 43′ E / 42.69°N,0.71°E                                                                               | ES510088  | {{ca\|Era Artiga de Lin (Vall d'Aran)}} · {{WLE-AD-ES\|ES510088}} · {{Object location dec\|42.69\|0.71\|region:ES-CT_type:forest_dim:14500_source:cawiki}} · [[Categoria:Artiga de Lin]]                              |
| Parc Sant Joan de Toran             | ENP ZEC i ZEPA Baish Aran | 9.437,29 (ENP) 12.451,01 (N2000)                              | Canejan, Vielha e Mijaran, Les i altres (Vall d'Aran) 42° 48′ N, 0° 48′ E / 42.80°N,0.80°E                                                                            | ES510169  | {{ca\|Parc de Sant Joan de Toran (Vall d'Aran)}} · {{WLE-AD-ES\|ES510169}} · {{Object location dec\|42.80\|0.80\|region:ES-CT_type:forest_dim:16500_source:cawiki}} · [[Categoria:Parc Sant Joan de Toran]]           |
| Estanh de Vielha                    | ENP ZEC | 28,88 (ENP) 28,88 (N2000)                                     | Vielha e Mijaran (Vall d'Aran) 42° 42′ 32″ N, 0° 48′ 50″ E / 42.709°N,0.814°E                                                                                         | ES510106  | {{ca\|Estany de Viella (Vall d'Aran)}} · {{WLE-AD-ES\|ES510106}} · {{Object location dec\|42.709\|0.814\|region:ES-CT_type:waterbody_dim:1000_source:cawiki}} · [[Categoria:Estanh de Vielha]]                        |
| Marimanha                           | ENP ZEC i ZEPA Alt Pallars | 6.629,73 (ENP)                                                | Naut Aran (Vall d'Aran) 42° 46′ N, 0° 58′ E / 42.76°N,0.97°E | ES510125  | {{ca\|Marimanha (Vall d'Aran)}} · {{WLE-AD-ES\|ES510125}} · {{Object location dec\|42.76\|0.97\|region:ES-CT_type:forest_dim:15000_source:cawiki}} · [[Categoria:Marimanha]]                                          |
| Capçalera de la Noguera Ribagorçana | ENP ZEC i ZEPA Aigüestortes | 2.514,07 (ENP)                                                | Vielha e Mijaran, Vilaller Sud de la Vall d'Aran i barranc de Besiberri 42° 38′ N, 0° 46′ E / 42.63°N,0.76°E                                                          | ES510094  | {{ca\|Capçalera de la Noguera Ribagorçana}} · {{WLE-AD-ES\|ES510094}} · {{Object location dec\|42.63\|0.76\|region:ES-CT_type:forest_dim:9700_source:cawiki}} · [[Categoria:Capçalera de la Noguera Ribagorçana]]     |
| Espai natural de Naut Aran          | ENP ZEC i ZEPA Aigüestortes | 2.255,33 (ENP)                                                | Naut Aran, Alt Àneu (Vall d'Aran, Pallars Sobirà) 42° 39′ N, 0° 56′ E / 42.65°N,0.93°E                                                                                | ES510146  | {{ca\|Parc de Naut Aran}} · {{WLE-AD-ES\|ES510146}} · {{Object location dec\|42.65\|0.93\|region:ES-CT_type:forest_dim:13500_source:cawiki}} · [[Categoria:Parc de Naut Aran]]                                        |
| Gelada                              | ENP ZEC i ZEPA Aigüestortes | 2.294,96 (ENP)                                                | Vilaller, la Vall de Boí (Alta Ribagorça) 42° 31′ 44″ N, 0° 46′ 08″ E / 42.529°N,0.769°E                                                                              | ES510119  | {{ca\|Gelada (Alta Ribagorça)}} · {{WLE-AD-ES\|ES510119}} · {{Object location dec\|42.529\|0.769\|region:ES-CT_type:forest_dim:7500_source:cawiki}} · [[Categoria:Gelada (Alta Ribagorça)]]                           |
| Aigüestortes                        | ENP Parc nacional Zona perifèrica de protecció ZEC i ZEPA                                                                             | 49.378,91 (ENP) 13.899,96 (PNC) 56.033,27 (N2000)             | La Vall de Boí, Espot, Naut Aran i altres (Alta Ribagorça, Pallars Jussà, Pallars Sobirà, Vall d'Aran) 42° 34′ N, 0° 56′ E / 42.56°N,0.94°E                           | ES510081  | {{ca\|Aigüestortes}} · {{WLE-AD-ES\|ES510081}} · {{Object location dec\|42.56\|0.94\|region:ES-CT_type:forest_dim:29000_source:cawiki}} · [[Categoria:Parc Nacional d'Aigüestortes i Estany de Sant Maurici]]         |
| Filià                               | ENP | 567,03                                                        | La Torre de Cabdella (Pallars Jussà) 42° 26′ 53″ N, 0° 55′ 30″ E / 42.448°N,0.925°E                                                                                   | ES510115  | {{ca\|Filià (la Torre de Cabdella)}} · {{WLE-AD-ES\|ES510115}} · {{Object location dec\|42.448\|0.925\|region:ES-CT_type:forest_dim:5500_source:cawiki}} · [[Categoria:Filià]]                                        |
| Alt Pirineu                         | ENP Parc natural RNP Alt Àneu RNP Noguera Pallaresa-Bonaigua ZEC i ZEPA Alt Pallars                                                   | 80.371,93 (ENP) 69.850,38 (PNT) 478 (RNP) 77.335,7 (N2000)    | Alins, Lladorre, Alt Àneu i altres (Alt Urgell, Pallars Sobirà) 42° 36′ N, 1° 12′ E / 42.60°N,1.20°E                                                                  | ES510084  | {{ca\|Parc de l'Alt Pirineu}} · {{WLE-AD-ES\|ES510084}} · {{Object location dec\|42.60\|1.20\|region:ES-CT_type:forest_dim:54000_source:cawiki}} · [[Categoria:Parc Natural de l'Alt Pirineu]]                        |
| Serra de Prada-Castellàs            | ENP ZEC i ZEPA | 3.735,95 (ENP) 3.735,95 (N2000)                               | Les Valls d'Aguilar, Fígols i Alinyà, Ribera d'Urgellet i altres (Alt Urgell) 42° 16′ N, 1° 19′ E / 42.27°N,1.31°E                                                    | ES510265  | {{ca\|Serra de Prada-Castellàs (Alt Urgell)}} · {{WLE-AD-ES\|ES510265}} · {{Object location dec\|42.27\|1.31\|region:ES-CT_type:forest_dim:10000_source:cawiki}} · [[Categoria:Protected areas of Catalonia]]         |
| Beneïdor                            | ENP ZEC i ZEPA | 416,33 (ENP) 416,33 (N2000)                                   | El Pont de Bar, Estamariu, les Valls de Valira (Alt Urgell) 42° 22′ 16″ N, 1° 33′ 36″ E / 42.371°N,1.560°E                                                            | ES510247  | {{ca\|Beneïdor (Alt Urgell)}} · {{WLE-AD-ES\|ES510247}} · {{Object location dec\|42.371\|1.560\|region:ES-CT_type:forest_dim:4000_source:cawiki}} · [[Categoria:Protected areas of Catalonia]]                        |
| Tossa Plana de Lles-Puigpedrós      | ENP RNP la Llosa ZEC i ZEPA ZEC Riu de la Llosa                                                                                       | 13.392,3 (ENP) 84,12 (RNP) 13.308,18 (N2000)                  | Lles de Cerdanya, les Valls de Valira, Meranges i altres (Cerdanya, Alt Urgell) 42° 27′ N, 1° 42′ E / 42.45°N,1.70°E                                                  | ES510205  | {{ca\|Tossa Plana de Lles-Puigpedrós}} · {{WLE-AD-ES\|ES510205}} · {{Object location dec\|42.45\|1.70\|region:ES-CT_type:forest_dim:27500_source:cawiki}} · [[Categoria:Tossa Plana de Lles-Puigpedrós]]              |
| Riberes de l'Alt Segre              | ENP RNP Segre-Prullans RNP Segre-Isòvol ZEC                                                                                           | 53,36 (ENP) 53,36 (RNP) 216,62 (N2000)                        | Bellver de Cerdanya, Prullans, Montellà i Martinet i altres El Segre entre Ger i All, i entre Bellver i Martinet 42° 22′ 09″ N, 1° 45′ 45″ E / 42.369200°N,1.762542°E | ES510160  | {{ca\|Riberes de l'Alt Segre (Cerdanya)}} · {{WLE-AD-ES\|ES510160}} · {{Object location dec\|42.369200\|1.762542\|region:ES-CT_type:river_dim:15000_source:cawiki}} · [[Categoria:Riberes de l'Alt Segre]]            |
| Tossals d'Isòvol i Olopte           | ENP | 330,1 (ENP)                                                   | Isòvol, Bellver de Cerdanya (Cerdanya) 42° 23′ 06″ N, 1° 48′ 50″ E / 42.385°N,1.814°E                                                                                 | ES510208  | {{ca\|Tossals d'Isòvol i Olopte (Cerdanya)}} · {{WLE-AD-ES\|ES510208}} · {{Object location dec\|42.385\|1.814\|region:ES-CT_type:forest_dim:3000_source:cawiki}} · [[Categoria:Tossals d'Isòvol i Olopte]]            |
| Riu Duran                           | ENP ZEC | 102,73 (N2000)                                                | Meranges, Bellver de Cerdanya, Isòvol (Cerdanya) 42° 25′ 23″ N, 1° 47′ 45″ E / 42.4231°N,1.7957°E                                                                     | ES5120022 | {{ca\|Riu Duran (Cerdanya)}} · {{WLE-AD-ES\|ES5120022}} · {{Object location dec\|42.4231\|1.7957\|region:ES-CT_type:forest_dim:7330_source:cawiki}} · [[Categoria:Riu Duran]]                                         |
| Riu Verneda                         | ENP ZEC | 75,47 (N2000)                                                 | Lles, Montellà i Martinet (Cerdanya) 42° 23′ 30″ N, 1° 40′ 19″ E / 42.3917°N,1.6720°E                                                                                 | ES5130002 | {{ca\|Riu Verneda (Cerdanya)}} · {{WLE-AD-ES\|ES5130002}} · {{Object location dec\|42.3917\|1.6720\|region:ES-CT_type:forest_dim:7300_source:cawiki}} · [[Categoria:Protected areas of Catalonia]]                    |
| Capçaleres del Ter i del Freser     | PNT ZEC i ZEPA | 12.515,54 (ENP) 12.515,54 (N2000)                             | Queralbs, Setcases, Vilallonga de Ter i altres (Ripollès) 42° 22′ N, 2° 13′ E / 42.36°N,2.22°E                                                                        | ES510095  | {{ca\|Capçaleres del Ter i del Freser (Ripollès)}} · {{WLE-AD-ES\|ES510095}} · {{Object location dec\|42.36\|2.22\|region:ES-CT_type:forest_dim:25000_source:cawiki}} · [[Categoria:Capçaleres del Ter i del Freser]] |
| Massís de les Salines               | ENP ZEC i ZEPA Alta Garrotxa-Massís de les Salines                                                                                    | 4.887,2 (ENP)                                                 | Maçanet de Cabrenys, Agullana, la Jonquera i altres Entre el coll del Pertús i coll Roig (Alt Empordà) 42° 24′ N, 2° 47′ E / 42.40°N,2.78°E                           | ES510129  | {{ca\|Massís de les Salines (Alt Empordà)}} · {{WLE-AD-ES\|ES510129}} · {{Object location dec\|42.40\|2.78\|region:ES-CT_type:forest_dim:18500_source:cawiki}} · [[Categoria:Massís de les Salines]]                  |
| Massís de l'Albera                  | ENP Paratge natural d'interès nacional RNP Capçalera de l'Orlina RNP Vall de Sant Quirze RNP St. Quirze de Colera ZEC i ZEPA l'Albera | 16.302,66 (ENP) 3.465,81 (PNIN) 1.711 (RNP) 16.308,73 (N2000) | Rabós, Espolla, la Jonquera i altres Entre el coll del Pertús i Portbou (Alt Empordà) 42° 25′ N, 3° 02′ E / 42.42°N,3.03°E                                            | ES510127  | {{ca\|Massís de l'Albera (Alt Empordà)}} · {{WLE-AD-ES\|ES510127}} · {{Object location dec\|42.42\|3.03\|region:ES-CT_type:forest_dim:25000_source:cawiki}} · [[Categoria:L'Albera (Special Area of Conservation)]]   |

## Prepirineu
| Nom                                                     | Protecció                                                                                    | Àrea (ha)                                                         | Localització | Codi      | Imatge |
| ------------------------------------------------------- | -------------------------------------------------------------------------------------------- | ----------------------------------------------------------------- | --- | --------- | --- |
| La Faiada de Malpàs                                     | ENP ZEC i ZEPA La Faiada de Malpàs i Cambatiri                                               | 1.280,75 (ENP) 1.280,75 (N2000)                                   | El Pont de Suert (Alta Ribagorça) 42° 22′ 52″ N, 0° 46′ 48″ E / 42.381°N,0.780°E                                                          | ES510114  | {{ca\|La Faiada de Malpàs (el Pont de Suert)}} · {{WLE-AD-ES\|ES510114}} · {{Object location dec\|42.381\|0.780\|region:ES-CT_type:forest_dim:7000_source:cawiki}} · [[Categoria:La Faiada de Malpàs]]                                                     |
| Vall Alta de Serradell - Terreta - Serra de Sant Gervàs | ENP ZEC i ZEPA Vall Alta de Serradell - Serra de Sant Gervàs                                 | 12.920,91 (ENP) 12.924,22 (N2000)                                 | Tremp, Conca de Dalt, el Pont de Suert i altres (Pallars Jussà, Alta Ribagorça) 42° 14′ N, 0° 49′ E / 42.24°N,0.82°E                      | ES510272  | {{ca\|Vall Alta de Serradell - Terreta - Serra de Sant Gervàs}} · {{WLE-AD-ES\|ES510272}} · {{Object location dec\|42.24\|0.82\|region:ES-CT_type:forest_dim:22000_source:cawiki}} · [[Categoria:Vall Alta de Serradell - Terreta - Serra de Sant Gervàs]] |
| Serra del Montsec                                       | ENP RNP Noguera Ribagorçana - Mont-rebei ZEC i ZEPA Serres del Montsec, Sant Mamet i Mitjana | 30.857,78 (ENP) 32.419,93 (N2000)                                 | Sant Esteve de la Sarga, Àger, Camarasa i altres (Noguera, Pallars Jussà) 42° 02′ N, 0° 51′ E / 42.04°N,0.85°E                            | ES510192  | {{ca\|Serra del Montsec}} · {{WLE-AD-ES\|ES510192}} · {{Object location dec\|42.04\|0.85\|region:ES-CT_type:forest_dim:35500_source:cawiki}} · [[Categoria:Serres de Montsec i Sant Mamet]]                                                                |
| Vessants de la Noguera Ribagorçana                      | ENP ZEC i ZEPA                                                                               | 6.524,42 (ENP) 6.526,73 (N2000)                                   | Os de Balaguer, Ivars de Noguera, Àger i altres (Noguera) 41° 57′ N, 0° 38′ E / 41.95°N,0.64°E                                            | ES510268  | {{ca\|Vessants de la Noguera Ribagorçana (Noguera)}} · {{WLE-AD-ES\|ES510268}} · {{Object location dec\|41.95\|0.64\|region:ES-CT_type:forest_dim:19500_source:cawiki}} · [[Categoria:Vessants de la Noguera Ribagorçana]]                                 |
| Aiguabarreig Segre-Noguera Pallaresa                    | ENP RNFS Sant Llorenç de Montgai ZEC i ZEPA                                                  | 10.112,84 (ENP) 468,36 (RNFS) 10.101,06 (N2000)                   | Camarasa, les Avellanes i Santa Linya, Alòs de Balaguer i altres (Noguera) 41° 55′ N, 0° 53′ E / 41.91°N,0.89°E                           | ES510077  | {{ca\|Aiguabarreig Segre-Noguera Pallaresa (Noguera)}} · {{WLE-AD-ES\|ES510077}} · {{Object location dec\|41.91\|0.89\|region:ES-CT_type:waterbody_dim:30000_source:cawiki}} · [[Categoria:Aiguabarreig Segre-Noguera Pallaresa]]                          |
| Costoja                                                 | ENP ZEC i ZEPA Aigüestortes                                                                  | 992,14 (ENP)                                                      | Baix Pallars, Soriguera (Pallars Sobirà) 42° 21′ 11″ N, 1° 02′ 46″ E / 42.353°N,1.046°E                                                   | ES510101  | {{ca\|Costoja (Pallars Sobirà)}} · {{WLE-AD-ES\|ES510101}} · {{Object location dec\|42.353\|1.046\|region:ES-CT_type:forest_dim:5500_source:cawiki}} · [[Categoria:Protected areas of Catalonia]]                                                          |
| Estany de Montcortès                                    | ENP ZEC                                                                                      | 45,01 (ENP) 45,01 (N2000)                                         | Baix Pallars (Pallars Sobirà) 42° 19′ 52″ N, 0° 59′ 42″ E / 42.331°N,0.995°E                                                              | ES510108  | {{ca\|Estany de Montcortès (Baix Pallars)}} · {{WLE-AD-ES\|ES510108}} · {{Object location dec\|42.331\|0.995\|region:ES-CT_type:waterbody_dim:1000_source:cawiki}} · [[Categoria:Estany de Montcortès]]                                                    |
| Collegats-Queralt                                       | ENP RNP Noguera Pallaresa-Collegats ZEC i ZEPA Serra de Boumort-Collegats                    | 2.342,91 (ENP) 27,95 (RNP) 18.414,77 (N2000)                      | La Pobla de Segur, Baix Pallars, Conca de Dalt i altres (Pallars Jussà, Pallars Sobirà) 42° 17′ N, 1° 00′ E / 42.28°N,1.00°E              | ES510098  | {{ca\|Collegats-Queralt}} · {{WLE-AD-ES\|ES510098}} · {{Object location dec\|42.28\|1.00\|region:ES-CT_type:forest_dim:8500_source:cawiki}} · [[Categoria:Collegats-Queralt]]                                                                              |
| Serra de Boumort                                        | ENP ZEC i ZEPA Serra de Boumort-Collegats                                                    | 10.824,72 (ENP) 18.414,77 (N2000)                                 | Conca de Dalt, Baix Pallars, Abella de la Conca i altres (Pallars Jussà, Pallars Sobirà, Alt Urgell) 42° 14′ N, 1° 08′ E / 42.24°N,1.13°E | ES510178  | {{ca\|Serra de Boumort}} · {{WLE-AD-ES\|ES510178}} · {{Object location dec\|42.24\|1.13\|region:ES-CT_type:forest_dim:20000_source:cawiki}} · [[Categoria:Parc Serra de Boumort]]                                                                          |
| Serra de Carreu-Sant Corneli                            | ENP ZEC i ZEPA Serra de Boumort-Collegats                                                    | 5.247,15 (ENP) 18.414,77 (N2000)                                  | Abella de la Conca, Conca de Dalt, Isona i Conca Dellà i altres (Pallars Jussà, Alt Urgell) 42° 11′ N, 1° 05′ E / 42.19°N,1.08°E          | ES510179  | {{ca\|Serra de Carreu-Sant Corneli}} · {{WLE-AD-ES\|ES510179}} · {{Object location dec\|42.19\|1.08\|region:ES-CT_type:forest_dim:17000_source:cawiki}} · [[Categoria:Serra de Carreu-Sant Corneli]]                                                       |
| Estanys de Basturs                                      | ENP ZEC                                                                                      | 36,98 (ENP) 36,98 (N2000)                                         | Isona i Conca Dellà (Pallars Jussà) 42° 08′ 35″ N, 1° 01′ 12″ E / 42.143°N,1.020°E                                                        | ES510110  | {{ca\|Estanys de Basturs (Isona i Conca Dellà)}} · {{WLE-AD-ES\|ES510110}} · {{Object location dec\|42.143\|1.020\|region:ES-CT_type:forest_dim:1000_source:cawiki}} · [[Categoria:Estanys de Basturs]]                                                    |
| Serra Mitjana                                           | ENP ZEC i ZEPA Serres del Montsec, Sant Mamet i Mitjana                                      | 1.562,13 (ENP) 32.419,93 (N2000)                                  | Isona i Conca Dellà, Abella de la Conca (Pallars Jussà) 42° 07′ N, 1° 07′ E / 42.11°N,1.12°E                                              | ES510195  | {{ca\|Serra Mitjana (Pallars Jussà)}} · {{WLE-AD-ES\|ES510195}} · {{Object location dec\|42.11\|1.12\|region:ES-CT_type:forest_dim:11000_source:cawiki}} · [[Categoria:Parc Serra Mitjana]]                                                                |
| Serra d'Aubenç i Roc de Cogul                           | ENP ZEC i ZEPA                                                                               | 6.779,12 (ENP) 6.779,12 (N2000)                                   | Peramola, Coll de Nargó, Bassella (Alt Urgell) 42° 06′ N, 1° 14′ E / 42.10°N,1.23°E                                                       | ES510175  | {{ca\|Serra d'Aubenç i Roc de Cogul (Alt Urgell)}} · {{WLE-AD-ES\|ES510175}} · {{Object location dec\|42.10\|1.23\|region:ES-CT_type:forest_dim:20500_source:cawiki}} · [[Categoria:Serra d'Aubenç i Roc de Cogul]]                                        |
| Serra de Turp i Móra Comdal - Valldan                   | ENP ZEC i ZEPA                                                                               | 3.709,08 (ENP) 3.709,08 (N2000)                                   | Odèn, Oliana, Fígols i Alinyà i altres (Solsonès, Alt Urgell) 42° 08′ N, 1° 21′ E / 42.13°N,1.35°E                                        | ES510189  | {{ca\|Serra de Turp i Móra Comdal - Valldan}} · {{WLE-AD-ES\|ES510189}} · {{Object location dec\|42.13\|1.35\|region:ES-CT_type:forest_dim:9500_source:cawiki}} · [[Categoria:Serra de Turp i Móra Comdal - Valldan]]                                      |
| Ribera Salada                                           | ENP ZEC                                                                                      | 513,02 (ENP) 5.520,4 (N2000)                                      | Odèn, Lladurs (Solsonès) 42° 05′ 38″ N, 1° 26′ 06″ E / 42.094°N,1.435°E                                                                   | ES510159  | {{ca\|Ribera Salada (Solsonès)}} · {{WLE-AD-ES\|ES510159}} · {{Object location dec\|42.094\|1.435\|region:ES-CT_type:forest_dim:7500_source:cawiki}} · [[Categoria:Parc Ribera Salada]]                                                                    |
| Obagues de la riera de Madrona                          | ENP ZEC                                                                                      | 3.583,78 (N2000)                                                  | Castellar de la Ribera, Pinell de Solsonès (Solsonès) 41° 57′ 50″ N, 1° 23′ 42″ E / 41.964°N,1.395°E                                      | ES5130027 | {{ca\|Obagues de la riera de Madrona (Solsonès)}} · {{WLE-AD-ES\|ES5130027}} · {{Object location dec\|41.964\|1.395\|region:ES-CT_type:forest_dim:15880_source:cawiki}} · [[Categoria:Obagues de la riera de Madrona]]                                     |
| Serres d'Odèn-Port del Comte                            | ENP ZEC i ZEPA Prepirineu Central català                                                     | 10.954,51 (ENP) 57.074,59 (N2000)                                 | Fígols i Alinyà, Odèn, la Vansa i Fórnols i altres (Alt Urgell, Solsonès) 42° 10′ N, 1° 28′ E / 42.17°N,1.47°E                            | ES510196  | {{ca\|Serres d'Odèn-Port del Comte}} · {{WLE-AD-ES\|ES510196}} · {{Object location dec\|42.17\|1.47\|region:ES-CT_type:forest_dim:20000_source:cawiki}} · [[Categoria:Serres d'Odèn - Port del Comte]]                                                     |
| Serres de Busa-els Bastets-Lord                         | ENP                                                                                          | 5.018,15 (ENP)                                                    | Navès, Guixers, Montmajor i altres (Solsonès, Berguedà) 42° 07′ N, 1° 37′ E / 42.11°N,1.62°E                                              | ES510197  | {{ca\|Serres de Busa-els Bastets-Lord}} · {{WLE-AD-ES\|ES510197}} · {{Object location dec\|42.11\|1.62\|region:ES-CT_type:forest_dim:14000_source:cawiki}} · [[Categoria:Serres de Busa-els Bastets-Lord]]                                                 |
| Serra del Verd                                          | ENP ZEC i ZEPA Prepirineu Central català                                                     | 3.040,73 (ENP)                                                    | Gósol, la Coma i la Pedra, Guixers i altres (Berguedà, Solsonès, Alt Urgell) 42° 12′ N, 1° 38′ E / 42.20°N,1.64°E                         | ES510193  | {{ca\|Serra del Verd}} · {{WLE-AD-ES\|ES510193}} · {{Object location dec\|42.20\|1.64\|region:ES-CT_type:forest_dim:12000_source:cawiki}} · [[Categoria:Serra del Verd]]                                                                                   |
| Serres del Cadí-el Moixeró                              | ENP Parc natural PNIN Massís de Pedraforca ZEC i ZEPA Prepirineu Central català              | 41.059,69 (ENP) 39.003,01 (PNT) 1.749,87 (PNIN) 57.074,59 (N2000) | Josa i Tuixén, Guardiola de Berguedà, Montellà i Martinet i altres (Berguedà, Alt Urgell, Cerdanya) 42° 17′ N, 1° 46′ E / 42.29°N,1.76°E  | ES510202  | {{ca\|Serres del Cadí-el Moixeró}} · {{WLE-AD-ES\|ES510202}} · {{Object location dec\|42.29\|1.76\|region:ES-CT_type:forest_dim:43500_source:cawiki}} · [[Categoria:Parc Natural del Cadí-Moixeró]]                                                        |
| Serra d'Ensija-els Rasos de Peguera                     | ENP ZEC i ZEPA Prepirineu Central català                                                     | 4.326,22 (ENP) 57.074,59 (N2000)                                  | Saldes, Fígols, Gósol i altres (Berguedà, Solsonès) 42° 11′ N, 1° 44′ E / 42.19°N,1.74°E                                                  | ES510176  | {{ca\|Serra d'Ensija-els Rasos de Peguera}} · {{WLE-AD-ES\|ES510176}} · {{Object location dec\|42.19\|1.74\|region:ES-CT_type:forest_dim:13000_source:cawiki}} · [[Categoria:Serra d'Ensija-els Rasos de Peguera]]                                         |
| Serres de Queralt i els Tossals                         | ENP ZEC Serres de Queralt i Els Tossals-Aigua d'Ora                                          | 776,49 (ENP) 8.684,49 (N2000)                                     | Castellar del Riu, Capolat, Berga (Berguedà) 42° 06′ 22″ N, 1° 47′ 20″ E / 42.106°N,1.789°E                                               | ES510187  | {{ca\|Serres de Queralt i els Tossals (Berguedà)}} · {{WLE-AD-ES\|ES510187}} · {{Object location dec\|42.106\|1.789\|region:ES-CT_type:forest_dim:6500_source:cawiki}} · [[Categoria:Serres de Queralt i els Tossals]]                                     |
| Aigua d'Ora                                             | ENP ZEC Serres de Queralt i Els Tossals-Aigua d'Ora                                          |                                                                   | Navès (Solsonès) 42° 03′ 11″ N, 1° 39′ 25″ E / 42.053°N,1.657°E                                                                           | ES510ORA  | {{ca\|Parc Aigua d'Ora (Navès)}} · {{WLE-AD-ES\|ES510ORA}} · {{Object location dec\|42.053\|1.657\|region:ES-CT_type:forest_dim:17000_source:cawiki}} · [[Categoria:Parc Aigua d'Ora]]                                                                     |
| Serra del Catllaràs                                     | ENP ZEC i ZEPA                                                                               | 6.130,45 (ENP) 6.130,45 (N2000)                                   | La Pobla de Lillet, Castell de l'Areny, la Nou de Berguedà i altres (Berguedà, Ripollès) 42° 12′ N, 1° 55′ E / 42.20°N,1.92°E             | ES510190  | {{ca\|Serra del Catllaràs}} · {{WLE-AD-ES\|ES510190}} · {{Object location dec\|42.20\|1.92\|region:ES-CT_type:forest_dim:14000_source:cawiki}} · [[Categoria:Serra del Catllaràs]]                                                                         |
| Serra de Picancel                                       | ENP                                                                                          | 2.267,39 (ENP)                                                    | La Quar, Vilada, Cercs (Berguedà) 42° 07′ N, 1° 56′ E / 42.11°N,1.94°E                                                                    | ES510186  | {{ca\|Serra de Picancel (Berguedà)}} · {{WLE-AD-ES\|ES510186}} · {{Object location dec\|42.11\|1.94\|region:ES-CT_type:forest_dim:9000_source:cawiki}} · [[Categoria:Serra de Picancel]]                                                                   |
| Riera de Merlès                                         | ENP RNP Merlès-Lluçanès ZEC i ZEPA                                                           | 3.013,18 (ENP) 69,73 (RNP) 3.013,1 (N2000)                        | Santa Maria de Merlès, Gaià, Sant Feliu Sasserra i altres (Berguedà, Bages, Osona, Ripollès) 42° 01′ N, 2° 00′ E / 42.02°N,2.00°E         | ES510058  | {{ca\|Riera de Merlès}} · {{WLE-AD-ES\|ES510058}} · {{Object location dec\|42.02\|2.00\|region:ES-CT_type:forest_dim:25000_source:cawiki}} · [[Categoria:Parc Riera de Merlès]]                                                                            |
| Rasos de Tubau                                          | ENP ZEC i ZEPA                                                                               | 644,53 (ENP) 644,53 (N2000)                                       | Gombrèn, Sant Jaume de Frontanyà, les Llosses (Ripollès, Berguedà) 42° 13′ 23″ N, 2° 02′ 46″ E / 42.223°N,2.046°E                         | ES510258  | {{ca\|Rasos de Tubau}} · {{WLE-AD-ES\|ES510258}} · {{Object location dec\|42.223\|2.046\|region:ES-CT_type:forest_dim:5000_source:cawiki}} · [[Categoria:Rasos de Tubau]]                                                                                  |
| Serra de Montgrony                                      | ENP ZEC i ZEPA                                                                               | 3.803,78 (ENP) 3.803,78 (N2000)                                   | Gombrèn, Toses, Castellar de n'Hug i altres (Ripollès, Berguedà) 42° 17′ N, 2° 05′ E / 42.29°N,2.08°E                                     | ES510184  | {{ca\|Serra de Montgrony}} · {{WLE-AD-ES\|ES510184}} · {{Object location dec\|42.29\|2.08\|region:ES-CT_type:forest_dim:10000_source:cawiki}} · [[Categoria:Serra de Montgrony]]                                                                           |
| Obagues de la Vall del Rigard                           | ENP ZEC Vall del Rigart                                                                      | 124,36 (ENP) 210,26 (N2000)                                       | Ribes de Freser, Campelles (Ripollès) 42° 18′ 25″ N, 2° 09′ 07″ E / 42.307°N,2.152°E                                                      | ES510147  | {{ca\|Obagues de la Vall del Rigard (Ripollès)}} · {{WLE-AD-ES\|ES510147}} · {{Object location dec\|42.307\|2.152\|region:ES-CT_type:forest_dim:2000_source:cawiki}} · [[Categoria:Vall de Rigard]]                                                        |
| Serra Cavallera                                         | ENP ZEC                                                                                      | 5.169,99 (ENP) 6.381,84 (N2000)                                   | Ogassa, Pardines, Ribes de Freser i altres (Ripollès) 42° 17′ N, 2° 14′ E / 42.28°N,2.23°E                                                | ES510174  | {{ca\|Serra Cavallera (Ripollès)}} · {{WLE-AD-ES\|ES510174}} · {{Object location dec\|42.28\|2.23\|region:ES-CT_type:forest_dim:15000_source:cawiki}} · [[Categoria:Serra Cavallera]]                                                                      |
| Montesquiu                                              | ENP ZEC i ZEPA Sistema transversal Català                                                    | 743,77 (ENP) 28.563,4 (N2000)                                     | Montesquiu, Santa Maria de Besora, Sora i altres (Osona, Ripollès) 42° 07′ 37″ N, 2° 13′ 08″ E / 42.127°N,2.219°E                         | ES510039  | {{ca\|Parc de Montesquiu}} · {{WLE-AD-ES\|ES510039}} · {{Object location dec\|42.127\|2.219\|region:ES-CT_type:forest_dim:4000_source:cawiki}} · [[Categoria:Parc de Montesquiu]]                                                                          |
| Serres de Milany-Santa Magdalena i Puigsacalm-Bellmunt  | ENP ZEC i ZEPA Sistema transversal Català                                                    | 15.741,07 (ENP) 28.563,4 (N2000)                                  | Vidrà, la Vall d'en Bas, Vallfogona de Ripollès i altres (Osona, Ripollès, Garrotxa) 42° 09′ N, 2° 19′ E / 42.15°N,2.32°E                 | ES510199  | {{ca\|Serres de Milany-Santa Magdalena i Puigsacalm-Bellmunt}} · {{WLE-AD-ES\|ES510199}} · {{Object location dec\|42.15\|2.32\|region:ES-CT_type:forest_dim:18500_source:cawiki}} · [[Categoria:Serres de Milany-Santa Magdalena i Puigsacalm-Bellmunt]]   |
| L'Alta Garrotxa                                         | ENP RNP la Muga-Albanyà ZEC i ZEPA Alta Garrotxa-Massís de les Salines                       | 32.879,62 (ENP) 114,38 (RNP) 38.196,11 (N2000)                    | Albanyà, Montagut i Oix, Camprodon i altres (Garrotxa, Alt Empordà, Ripollès) 42° 16′ N, 2° 39′ E / 42.27°N,2.65°E                        | ES510085  | {{ca\|L'Alta Garrotxa}} · {{WLE-AD-ES\|ES510085}} · {{Object location dec\|42.27\|2.65\|region:ES-CT_type:forest_dim:33500_source:cawiki}} · [[Categoria:L'Alta Garrotxa]]                                                                                 |
| Penya-segats de la Muga                                 | ENP ZEC i ZEPA Alta Garrotxa-Massís de les Salines                                           | 356,27 (ENP) 38.196,11 (N2000)                                    | Sant Llorenç de la Muga (Alt Empordà) 42° 20′ 46″ N, 2° 47′ 17″ E / 42.346°N,2.788°E                                                      | ES510150  | {{ca\|Penya-segats de la Muga (Alt Empordà)}} · {{WLE-AD-ES\|ES510150}} · {{Object location dec\|42.346\|2.788\|region:ES-CT_type:forest_dim:4500_source:cawiki}} · [[Categoria:Protected areas of Catalonia]]                                             |

## Sistema Transversal
| Nom                               | Protecció                                                               | Àrea (ha)                                        | Localització | Codi      | Imatge |
| --------------------------------- | ----------------------------------------------------------------------- | ------------------------------------------------ | --- | --------- | --- |
| Collsacabra                       | ENP ZEC i ZEPA Sistema transversal Català                               | 10.866,46 (ENP) 28.563,4 (N2000)                 | Rupit i Pruit, Susqueda, la Vall d'en Bas i altres (Garrotxa, Osona, Selva) 42° 03′ N, 2° 26′ E / 42.05°N,2.44°E                                 | ES510099  | {{ca\|Collsacabra}} · {{WLE-AD-ES\|ES510099}} · {{Object location dec\|42.05\|2.44\|region:ES-CT_type:forest_dim:18000_source:cawiki}} · [[Categoria:Collsacabra]]                                                        |
| Estany de Banyoles                | ENP ZEC                                                                 | 1.064 (ENP) 1.064 (N2000)                        | Porqueres, Banyoles, Fontcoberta (Pla de l'Estany) 42° 07′ 34″ N, 2° 44′ 28″ E / 42.126°N,2.741°E                                                | ES510107  | {{ca\|Estany de Banyoles}} · {{WLE-AD-ES\|ES510107}} · {{Object location dec\|42.126\|2.741\|region:ES-CT_type:forest_dim:8000_source:cawiki}} · [[Categoria:Parc Estany de Banyoles]]                                    |
| Muntanyes de Rocacorba            | ENP ZEC Muntanyes de Rocacorba-Puig de la Banya del Boc ZEC Riu Llémena | 3.172,65 (ENP) 3.426,07 (N2000)                  | Canet d'Adri, Sant Martí de Llémena, Sant Miquel de Campmajor i altres (Gironès, Pla de l'Estany, Garrotxa) 42° 04′ N, 2° 41′ E / 42.07°N,2.69°E | ES510144  | {{ca\|Muntanyes de Rocacorba}} · {{WLE-AD-ES\|ES510144}} · {{Object location dec\|42.07\|2.69\|region:ES-CT_type:mountain_dim:11000_source:cawiki}} · [[Categoria:Muntanyes de Rocacorba]]                                |
| Puig de la Banya del Boc          | ENP ZEC Muntanyes de Rocacorba-Puig de la Banya del Boc ZEC Riu Llémena | 237,94 (ENP) 3.426,07 (N2000)                    | Sant Martí de Llémena (Gironès) 42° 01′ 59″ N, 2° 40′ 48″ E / 42.033°N,2.680°E                                                                   | ES510155  | {{ca\|Puig de la Banya del Boc}} · {{WLE-AD-ES\|ES510155}} · {{Object location dec\|42.033\|2.680\|region:ES-CT_type:forest_dim:2500_source:cawiki}} · [[Categoria:Protected areas of Catalonia]]                         |
| Riu Llémena                       | ENP ZEC                                                                 | 115,43 (N2000)                                   | Sant Aniol de Finestres, Sant Martí de Llémena, Sant Gregori (Garrotxa, Gironès) 42° 01′ 43″ N, 2° 39′ 42″ E / 42.02852°N,2.66166°E              | ES5120020 | {{ca\|Riu Llémena}} · {{WLE-AD-ES\|ES5120020}} · {{Object location dec\|42.02852\|2.66166\|region:ES-CT_type:river_dim:20610_source:cawiki}} · [[Categoria:Riera de Llémena]]                                             |
| Zona volcànica de la Garrotxa     | ENP Parc natural 25 RNP volcans ZEC                                     | 15.359,2 (ENP) 14.134,58 (PNT) 15.211,74 (N2000) | Santa Pau, Sant Feliu de Pallerols, Sant Joan les Fonts i altres (Garrotxa) 42° 09′ N, 2° 32′ E / 42.15°N,2.54°E                                 | ES510218  | {{ca\|Zona volcànica de la Garrotxa}} · {{WLE-AD-ES\|ES510218}} · {{Object location dec\|42.15\|2.54\|region:ES-CT_type:forest_dim:19500_source:cawiki}} · [[Categoria:Parc Natural de la Zona Volcànica de la Garrotxa]] |
| Riberes de l'Alt Ter              | ENP ZEC                                                                 | 15.211,74 (N2000)                                | Riu Ter entre Camprodon i Ripoll (Ripollès) 42° 15′ 13″ N, 2° 21′ 09″ E / 42.2537°N,2.3524°E                                                     | ES5120019 | {{ca\|Riberes de l'Alt Ter}} · {{WLE-AD-ES\|ES5120019}} · {{Object location dec\|42.2537\|2.3524\|region:ES-CT_type:forest_dim:21660_source:cawiki}} · [[Categoria:Riberes de l'Alt Ter]]                                 |
| Riera de Bianya                   | ENP ZEC i ZEPA Alta Garrotxa-Massís de les Salines                      |                                                  | La Vall de Bianya (Garrotxa) 42° 12′ 55″ N, 2° 27′ 59″ E / 42.215256°N,2.466507°E                                                                | ES510RBI  | {{ca\|Riera de Bianya}} · {{WLE-AD-ES\|ES510RBI}} · {{Object location dec\|42.215256\|2.466507\|region:ES-CT_type:river_dim:7700_source:cawiki}} · [[Categoria:Parc Riera de Bianya]]                                     |
| Rieres d'en Xuncla i Riudelleques | ENP ZEC                                                                 | 51,29 (N2000)                                    | Canet d'Adri, Sant Gregori, Sarrià de Ter (Gironès) 42° 01′ 41″ N, 2° 47′ 15″ E / 42.02806°N,2.78758°E                                           | ES5120023 | {{ca\|Rieres d'en Xuncla i Riudelleques}} · {{WLE-AD-ES\|ES5120023}} · {{Object location dec\|42.02806\|2.78758\|region:ES-CT_type:river_dim:7960_source:cawiki}} · [[Categoria:Rieres d'en Xuclà i Riudelleques]]        |
| Riu Brugent                       | ENP ZEC                                                                 | 68,33 (N2000)                                    | Les Planes d'Hostoles, Amer (Garrotxa, Selva) 42° 01′ 59″ N, 2° 34′ 56″ E / 42.03296°N,2.58211°E                                                 | ES5120029 | {{ca\|Riu Brugent}} · {{WLE-AD-ES\|ES5120029}} · {{Object location dec\|42.03296\|2.58211\|region:ES-CT_type:river_dim:11120_source:cawiki}} · [[Categoria:Brugent River]]                                                |
| Riu Fluvià                        | ENP ZEC RNFS Illa de Fluvià                                             | 26,15 (RNFS) 1.183,56 (N2000)                    | La Vall d'en Bas i entre Montagut i Oix i Torroella de Fluvià (Garrotxa, Alt Empordà) 42° 11′ 12″ N, 2° 45′ 38″ E / 42.1868°N,2.7605°E           | ES5120021 | {{ca\|Riu Fluvià}} · {{WLE-AD-ES\|ES5120021}} · {{Object location dec\|42.1868\|2.7605\|region:ES-CT_type:river_dim:55630_source:cawiki}} · [[Categoria:Parc Riu Fluvià]]                                                 |

## Plana litoral empordanesa
| Nom                                          | Protecció | Àrea (ha)                                                                     | Localització | Codi      | Imatge |
| -------------------------------------------- | --- | ----------------------------------------------------------------------------- | --- | --------- | --- |
| Basses de l'Albera                           | RNFS Estanys de la Jonquera ZEC Basses de l'Albera                                                                  | 76,42 (RNFS) 779,2 (N2000)                                                    | La Jonquera, Cantallops, Sant Climent Sescebes, Campmany (Alt Empordà) 42° 22′ 54″ N, 2° 57′ 00″ E / 42.3816°N,2.9501°E     | ES5120009 | {{ca\|Basses de l'Albera (Alt Empordà)}} · {{WLE-AD-ES\|ES5120009}} · {{Object location dec\|42.3816\|2.9501\|region:ES-CT_type:forest_dim:9460_source:cawiki}} · [[Categoria:Basses de l'Albera]]                                           |
| Garriga d'Empordà                            | ENP ZEC i ZEPA | 547,71 (ENP) 547,71 (N2000)                                                   | Avinyonet de Puigventós, Llers, Vilanant (Alt Empordà) 42° 16′ 16″ N, 2° 54′ 43″ E / 42.271°N,2.912°E                       | ES510253  | {{ca\|Garriga d'Empordà (Alt Empordà)}} · {{WLE-AD-ES\|ES510253}} · {{Object location dec\|42.271\|2.912\|region:ES-CT_type:forest_dim:3500_source:cawiki}} · [[Categoria:Protected areas of Catalonia]]                                     |
| Cap de Creus                                 | Parc natural PNIN Serra de Rodes PNIN Cap Gros-Cap de Creus PNIN Cap de Norfeu RNI, RNP ZEC i ZEPA                  | 10.768,34 (ENP) 3.063,86 (marítim) 13.799,11 (PNT) 13.844,34 (N2000)          | El Port de la Selva, Roses, Cadaqués i altres (Alt Empordà) 42° 18′ N, 3° 13′ E / 42.30°N,3.22°E                            | ES510092  | {{ca\|Parc del Cap de Creus (Alt Empordà)}} · {{WLE-AD-ES\|ES510092}} · {{Object location dec\|42.30\|3.22\|region:ES-CT_type:forest_dim:19000_source:cawiki}} · [[Categoria:Parc Natural del Cap de Creus]]                                 |
| Aiguamolls de l'Alt Empordà                  | Parc natural RNI els Estanys RNI les Llaunes RNI, RNP illa de Caramany ZEC i ZEPA                                   | 4.965,4 (ENP) 5.863,6 (marítim) 3.889,85 (PNT) 824,54 (RNI) 10.829,01 (N2000) | Castelló d'Empúries, Sant Pere Pescador, Palau-saverdera i altres (Alt Empordà) 42° 13′ N, 3° 07′ E / 42.22°N,3.11°E        | ES510079  | {{ca\|Aiguamolls de l'Alt Empordà}} · {{WLE-AD-ES\|ES510079}} · {{Object location dec\|42.22\|3.11\|region:ES-CT_type:waterbody_dim:20000_source:cawiki}} · [[Categoria:Aiguamolls de l'Empordà]]                                            |
| El Montgrí, les Illes Medes i el Baix Ter    | Parc natural RNI illes Medes RNP marina de les Medes RNP aiguamolls del Baix Ter ZPP marina de les Medes ZEC i ZEPA | 6.153,64 (ENP) 2.038,27 (marítim) 8.167,37 (PNT) 6.358,36 (N2000)             | Torroella de Montgrí, Pals, Bellcaire d'Empordà i altres (Baix Empordà, Alt Empordà) 42° 04′ N, 3° 11′ E / 42.06°N,3.18°E   | ES510281  | {{ca\|El Montgrí, les Illes Medes i el Baix Ter}} · {{WLE-AD-ES\|ES510281}} · {{Object location dec\|42.06\|3.18\|region:ES-CT_type:forest_dim:18000_source:cawiki}} · [[Categoria:Parc Natural del Montgrí, les Illes Medes i el Baix Ter]] |
| Riberes del Baix Ter                         | RNFS Illa de Canet ZEC Riberes del Baix Ter                                                                         | 0,99 (RNFS) 547,71 (N2000)                                                    | Riu Ter, des de la Cellera de Ter fins a la resclosa d'Ullà (Baix Empordà) 42° 03′ 48″ N, 2° 55′ 47″ E / 42.0633°N,2.9298°E | ES5120011 | {{ca\|Riberes del Baix Ter (Baix Empordà)}} · {{WLE-AD-ES\|ES5120011}} · {{Object location dec\|42.0633\|2.9298\|region:ES-CT_type:forest_dim:50200_source:cawiki}} · [[Categoria:Riberes del Baix Ter]]                                     |
| Riu Llobregat d'Empordà - Riera de Torrelles | ENP ZEC Riu Llobregat d'Empordà                                                                                     | 153,73 (N2000)                                                                | Agullana, Campmany, Masarac, Biure, Peralada (Alt Empordà) 42° 20′ 52″ N, 2° 56′ 19″ E / 42.3477°N,2.9385°E                 | ES5120005 | {{ca\|Riu Llobregat d'Empordà - Riera de Torrelles (Alt Empordà)}} · {{WLE-AD-ES\|ES5120005}} · {{Object location dec\|42.3477\|2.9385\|region:ES-CT_type:forest_dim:19440_source:cawiki}} · [[Categoria:Llobregat d'Empordà]]               |

## Sistema Mediterrani
| Nom                                            | Protecció | Àrea (ha)                                                                        | Localització | Codi      | Imatge |
| ---------------------------------------------- | --- | -------------------------------------------------------------------------------- | --- | --------- | --- |
| Muntanyes de Begur                             | ENP ZEC i ZEPA Litoral del Baix Empordà | 1.102,45 (ENP) 1.228,92 (marítim) 3.332,09 (N2000)                               | Begur, Pals, Palafrugell i altres (Baix Empordà) 41° 56′ 47″ N, 3° 13′ 15″ E / 41.9465°N,3.2208°E                                                           | ES510141  | {{ca\|Muntanyes de Begur (Baix Empordà)}} · {{WLE-AD-ES\|ES510141}} · {{Object location dec\|41.9465\|3.2208\|region:ES-CT_type:forest_dim:13000_source:cawiki}} · [[Categoria:Muntanyes de Begur]]                                      |
| Castell-Cap Roig                               | ENP ZEC i ZEPA Litoral del Baix Empordà | 431,67 (ENP) 797,68 (marítim) 3.332,09 (N2000)                                   | Mont-ras, Palamós, Palafrugell (Baix Empordà) 41° 52′ 16″ N, 3° 10′ 16″ E / 41.871°N,3.171°E                                                                | ES510239  | {{ca\|Castell-Cap Roig (Baix Empordà)}} · {{WLE-AD-ES\|ES510239}} · {{Object location dec\|41.871\|3.171\|region:ES-CT_type:forest_dim:3500_source:cawiki}} · [[Categoria:Castell - Cap Roig]]                                           |
| Les Gavarres                                   | ENP ZEC | 28.683,09 (ENP) 28.541,92 (N2000)                                                | Cruïlles, Monells i Sant Sadurní de l'Heura, Quart, Forallac i altres (Baix Empordà, Gironès) 41° 54′ N, 2° 58′ E / 41.90°N,2.97°E                          | ES510118  | {{ca\|Les Gavarres}} · {{WLE-AD-ES\|ES510118}} · {{Object location dec\|41.90\|2.97\|region:ES-CT_type:forest_dim:29000_source:cawiki}} · [[Categoria:Gavarres]]                                                                         |
| Massís de les Cadiretes                        | ENP ZEC i ZEPA | 7.765,91 (ENP) 2.101,75 (marítim) 9.223,35 (N2000)                               | Tossa de Mar, Llagostera, Santa Cristina d'Aro i altres (Selva, Gironès, Baix Empordà) 41° 46′ N, 2° 56′ E / 41.76°N,2.94°E                                 | ES510128  | {{ca\|Massís de les Cadiretes}} · {{WLE-AD-ES\|ES510128}} · {{Object location dec\|41.76\|2.94\|region:ES-CT_type:forest_dim:16500_source:cawiki}} · [[Categoria:Massís de les Cadiretes]]                                               |
| Volcà de la Crosa                              | ENP | 200,38 (ENP)                                                                     | Vilobí d'Onyar, Bescanó, Aiguaviva (Selva, Gironès) 41° 55′ 23″ N, 2° 44′ 24″ E / 41.923°N,2.740°E                                                          | ES510217  | {{ca\|Volcà de la Crosa}} · {{WLE-AD-ES\|ES510217}} · {{Object location dec\|41.923\|2.740\|region:ES-CT_type:forest_dim:1900_source:cawiki}} · [[Categoria:Volcà de la Crosa]]                                                          |
| Estany de Sils                                 | ENP ZEC i ZEPA Estany de Sils-Riera de Santa Coloma | 395,05 (ENP) 452,23 (N2000)                                                      | Sils, Caldes de Malavella, Maçanet de la Selva (Selva) 41° 48′ N, 2° 44′ E / 41.80°N,2.74°E                                                                 | ES510109  | {{ca\|Estany de Sils (Selva)}} · {{WLE-AD-ES\|ES510109}} · {{Object location dec\|41.80\|2.74\|region:ES-CT_type:forest_dim:8000_source:cawiki}} · [[Categoria:Estany de Sils]]                                                          |
| Turons de Maçanet                              | ENP | 140,02 (ENP)                                                                     | Maçanet de la Selva, Riudarenes (Selva) 41° 46′ 37″ N, 2° 42′ 51″ E / 41.7769°N,2.7141°E                                                                    | ES510213  | {{ca\|Turons de Maçanet (Selva)}} · {{WLE-AD-ES\|ES510213}} · {{Object location dec\|41.7769\|2.7141\|region:ES-CT_type:forest_dim:10000_source:cawiki}} · [[Categoria:Turons de Maçanet]]                                               |
| Riera de Santa Coloma                          | ENP ZEC i ZEPA Estany de Sils-Riera de Santa Coloma | 57,17 (ENP) 452,23 (N2000)                                                       | Riudarenes, Massanes, Maçanet de la Selva i altres (Selva) 41° 46′ 13″ N, 2° 40′ 20″ E / 41.77029°N,2.67223°E                                               | ES510163  | {{ca\|Riera de Santa Coloma (Selva)}} · {{WLE-AD-ES\|ES510163}} · {{Object location dec\|41.77029\|2.67223\|region:ES-CT_type:forest_dim:7000_source:cawiki}} · [[Categoria:Protected areas of Catalonia]]                               |
| Riu i Estanys de Tordera                       | ENP ZEC | 338,51 (N2000)                                                                   | Fogars de la Selva, Tordera fins al mar (Selva, Maresme) 41° 42′ 19″ N, 2° 42′ 39″ E / 41.7053°N,2.7108°E                                                   | ES5110007 | {{ca\|Riu i Estanys de Tordera}} · {{WLE-AD-ES\|ES5110007}} · {{Object location dec\|41.7053\|2.7108\|region:ES-CT_type:forest_dim:15610_source:cawiki}} · [[Categoria:Riu i Estanys de Tordera]]                                        |
| Mines de Can Palomeres                         | ENP ZEC Serres del litoral septentrional |                                                                                  | Malgrat de Mar (Maresme) 41° 38′ 53″ N, 2° 43′ 26″ E / 41.648°N,2.724°E                                                                                     | ES510MCP  | {{ca\|Mines de Can Palomeres (Malgrat de Mar)}} · {{WLE-AD-ES\|ES510MCP}} · {{Object location dec\|41.648\|2.724\|region:ES-CT_type:forest_dim:1000_source:cawiki}} · [[Categoria:Protected areas of Catalonia]]                         |
| Pinya de Rosa                                  | ENP PNIN | 75,35 (ENP) 14,8 (marítim) 50,88 (PNIN)                                          | Blanes, Lloret de Mar (Selva) 41° 41′ 02″ N, 2° 48′ 32″ E / 41.684°N,2.809°E                                                                                | ES510151  | {{ca\|Pinya de Rosa (Selva)}} · {{WLE-AD-ES\|ES510151}} · {{Object location dec\|41.684\|2.809\|region:ES-CT_type:forest_dim:1500_source:cawiki}} · [[Categoria:Pinya de Rosa]]                                                          |
| Les Guilleries                                 | ENP ZEC i ZEPA | 12.404,04 (ENP) 12.404,04 (N2000)                                                | Osor, Vilanova de Sau, Sant Hilari Sacalm i altres (Selva, Osona) 41° 56′ N, 2° 30′ E / 41.93°N,2.50°E                                                      | ES510120  | {{ca\|Les Guilleries}} · {{WLE-AD-ES\|ES510120}} · {{Object location dec\|41.93\|2.50\|region:ES-CT_type:forest_dim:20000_source:cawiki}} · [[Categoria:Les Guilleries]]                                                                 |
| Riera d'Arbúcies                               | ENP RNP Riera d'Arbúcies-Hostalric ZEC Massís del Montseny | 99,89 (ENP) 57,89 (RNP) 29.033,6 (N2000)                                         | Sant Feliu de Buixalleu, Arbúcies, Hostalric (Selva) 41° 47′ 04″ N, 2° 33′ 38″ E / 41.7844°N,2.5605°E                                                       | ES510161  | {{ca\|Riera d'Arbúcies (Selva)}} · {{WLE-AD-ES\|ES510161}} · {{Object location dec\|41.7844\|2.5605\|region:ES-CT_type:forest_dim:15500_source:cawiki}} · [[Categoria:Parc Riera d'Arbúcies]]                                            |
| Serres de Montnegre-el Corredor                | ENP ZEC Serres del litoral septentrional | 11.159,25 (ENP) 22.165,16 (N2000)                                                | Sant Celoni, Tordera, Dosrius i altres (Vallès Oriental, Maresme, Selva) 41° 41′ N, 2° 35′ E / 41.68°N,2.58°E                                               | ES510067  | {{ca\|Serres de Montnegre-el Corredor}} · {{WLE-AD-ES\|ES510067}} · {{Object location dec\|41.68\|2.58\|region:ES-CT_type:forest_dim:26000_source:cawiki}} · [[Categoria:Serres de Montnegre-el Corredor]]                               |
| Massís del Montseny                            | ENP Parc natural Reserva de la Biosfera ZEC | 28.933,71 (ENP) 17.126,34 (PNT) 30.120 (RB) 29.033,6 (N2000)                     | Arbúcies, Tagamanent, Fogars de Montclús i altres (Vallès Oriental, Osona, Selva) 41° 46′ N, 2° 24′ E / 41.77°N,2.40°E                                      | ES510131  | {{ca\|Massís del Montseny}} · {{WLE-AD-ES\|ES510131}} · {{Object location dec\|41.77\|2.40\|region:ES-CT_type:forest_dim:26000_source:cawiki}} · [[Categoria:Montseny]]                                                                  |
| Riu Congost                                    | ENP ZEC | 356,73 (N2000)                                                                   | La Garriga, les Franqueses del Vallès, Granollers, Montmeló, Mollet del Vallès (Vallès Oriental) 41° 36′ 19″ N, 2° 16′ 47″ E / 41.60520°N,2.27981°E         | ES5110025 | {{ca\|Riu Congost (Vallès Oriental)}} · {{WLE-AD-ES\|ES5110025}} · {{Object location dec\|41.60520\|2.27981\|region:ES-CT_type:river_dim:21040_source:cawiki}} · [[Categoria:Parc Riu Congost]]                                          |
| Cingles de Bertí                               | ENP ZEC i ZEPA Gallifa-Cingles de Bertí | 4.216,06 (ENP) 7.210,62 (N2000)                                                  | Sant Quirze Safaja, Bigues i Riells, Sant Martí de Centelles i altres (Vallès Oriental, Osona) 41° 43′ N, 2° 13′ E / 41.71°N,2.22°E                         | ES510097  | {{ca\|Cingles de Bertí}} · {{WLE-AD-ES\|ES510097}} · {{Object location dec\|41.71\|2.22\|region:ES-CT_type:forest_dim:10500_source:cawiki}} · [[Categoria:Cingles de Bertí]]                                                             |
| Gallifa                                        | ENP ZEC i ZEPA Gallifa-Cingles de Bertí | 2.994,54 (ENP) 7.210,62 (N2000)                                                  | Sant Llorenç Savall, Gallifa, Granera i altres (Vallès Occidental, Vallès Oriental) 41° 43′ N, 2° 06′ E / 41.71°N,2.10°E                                    | ES510117  | {{ca\|Parc de Gallifa}} · {{WLE-AD-ES\|ES510117}} · {{Object location dec\|41.71\|2.10\|region:ES-CT_type:forest_dim:9500_source:cawiki}} · [[Categoria:Parc de Gallifa]]                                                                |
| Sant Llorenç del Munt i l'Obac                 | ENP PNT Massís de Sant Llorenç del Munt i Serra de l'Obac ZEC i ZEPA                                                                                             | 16.082,84 (ENP) 9.409,64 (PNT) 16.082,84 (N2000)                                 | Mura, Sant Llorenç Savall, Matadepera i altres (Vallès Occidental, Bages, Vallès Oriental) 41° 40′ N, 1° 59′ E / 41.67°N,1.99°E                             | ES510002  | {{ca\|Sant Llorenç del Munt i l'Obac}} · {{WLE-AD-ES\|ES510002}} · {{Object location dec\|41.67\|1.99\|region:ES-CT_type:forest_dim:18000_source:cawiki}} · [[Categoria:Sant Llorenç del Munt i l'Obac Natural Park]]                    |
| Gallecs                                        | ENP | 698,91 (ENP)                                                                     | Mollet del Vallès, Santa Perpètua de Mogoda, Parets del Vallès i altres (Vallès Oriental, Vallès Occidental) 41° 33′ 32″ N, 2° 11′ 56″ E / 41.559°N,2.199°E | ES510277  | {{ca\|Gallecs}} · {{WLE-AD-ES\|ES510277}} · {{Object location dec\|41.559\|2.199\|region:ES-CT_type:forest_dim:4000_source:cawiki}} · [[Categoria:Gallecs]]                                                                              |
| La Conreria-Sant Mateu-Céllecs                 | ENP ZEC Serres del litoral septentrional | 7.408,23 (ENP) 22.165,16 (N2000)                                                 | Argentona, la Roca del Vallès, Vilassar de Dalt i altres (Maresme, Vallès Oriental, Barcelonès) 41° 32′ N, 2° 20′ E / 41.53°N,2.33°E                        | ES510244  | {{ca\|La Conreria-Sant Mateu-Céllecs}} · {{WLE-AD-ES\|ES510244}} · {{Object location dec\|41.53\|2.33\|region:ES-CT_type:forest_dim:20500_source:cawiki}} · [[Categoria:La Conreria - Sant Mateu - Céllecs]]                             |
| Costes del Maresme                             | ENP ZEC | 2.906,36 (marítim)                                                               | , Mataró, Sant Vicenç de Montalt, Sant Andreu de Llavaneres (Maresme) 41° 31′ 41″ N, 2° 29′ 17″ E / 41.528°N,2.488°E                                        | ES5110017 | {{ca\|Costes del Maresme}} · {{WLE-AD-ES\|ES5110017}} · {{Object location dec\|41.528\|2.488\|region:ES-CT_type:waterbody_dim:10050_source:cawiki}} · [[Categoria:Costes del Maresme]]                                                   |
| Serra de Collserola                            | ENP Parc natural RNP la Rierada-Can Balasc RNP la Font Groga ZEC                                                                                                 | 8.295,1 (ENP) 8.076,04 (PNT) 500,04 (RNP) 8.295,95 (N2000)                       | Sant Cugat del Vallès, Barcelona, Cerdanyola del Vallès i altres (Vallès Occidental, Baix Llobregat, Barcelonès) 41° 26′ N, 2° 07′ E / 41.44°N,2.11°E       | ES510066  | {{ca\|Serra de Collserola}} · {{WLE-AD-ES\|ES510066}} · {{Object location dec\|41.44\|2.11\|region:ES-CT_type:forest_dim:15500_source:cawiki}} · [[Categoria:Collserola Natural Park]]                                                   |
| Serra de Collcardús                            | ENP ZEC i ZEPA Montserrat-Roques Blanques-riu Llobregat | 566,97 (ENP) 7.269,74 (N2000)                                                    | Viladecavalls, Vacarisses (Vallès Occidental) 41° 34′ 30″ N, 1° 56′ 31″ E / 41.575°N,1.942°E                                                                | ES510262  | {{ca\|Serra de Collcardús (Vallès Occidental)}} · {{WLE-AD-ES\|ES510262}} · {{Object location dec\|41.575\|1.942\|region:ES-CT_type:forest_dim:4000_source:cawiki}} · [[Categoria:Serra de Collcardús]]                                  |
| Montserrat                                     | ENP PNT Muntanya de Montserrat RNP Muntanya Montserrat Zona perifèrica de protecció ZEC i ZEPA Montserrat-Roques Blanques-riu Llobregat                          | 5.868,27 (ENP) 3.499,63 (PNT) 1.760,68 (RNP) 4.261,16 (ZPP) 7.269,74 (N2000)     | El Bruc, Collbató, Esparreguera i altres (Baix Llobregat, Bages, Anoia, Vallès Occidental) 41° 35′ N, 1° 51′ E / 41.58°N,1.85°E                             | ES510139  | {{ca\|Montserrat}} · {{WLE-AD-ES\|ES510139}} · {{Object location dec\|41.58\|1.85\|region:ES-CT_type:forest_dim:14000_source:cawiki}} · [[Categoria:Muntanya de Montserrat]]                                                             |
| Roques Blanques                                | ENP ZEC i ZEPA Montserrat-Roques Blanques-riu Llobregat | 570,76 (ENP) 7.269,74 (N2000)                                                    | El Bruc, els Hostalets de Pierola, Piera (Anoia) 41° 34′ 48″ N, 1° 45′ 36″ E / 41.580°N,1.760°E                                                             | ES510166  | {{ca\|Roques Blanques (Anoia)}} · {{WLE-AD-ES\|ES510166}} · {{Object location dec\|41.580\|1.760\|region:ES-CT_type:forest_dim:4000_source:cawiki}} · [[Categoria:Roques Blanques]]                                                      |
| Riu Llobregat                                  | ENP ZEC i ZEPA Montserrat-Roques Blanques-riu Llobregat | 263,73 (ENP) 7.269,74 (N2000)                                                    | Abrera, Martorell, Olesa de Montserrat i altres (Baix Llobregat, Vallès Occidental) 41° 30′ 47″ N, 1° 55′ 04″ E / 41.5130°N,1.9177°E                        | ES510259  | {{ca\|Riu Llobregat}} · {{WLE-AD-ES\|ES510259}} · {{Object location dec\|41.5130\|1.9177\|region:ES-CT_type:forest_dim:12000_source:cawiki}} · [[Categoria:Espais naturals del riu Llobregat]]                                           |
| Delta del Llobregat                            | ENP RNP Remolar-Filipines RNP la Ricarda-Ca l'Arana Zona perifèrica de protecció ZEC i ZEPA                                                                      | 926,9 (ENP) 300,27 (RNP) 952,76 (N2000)                                          | El Prat de Llobregat, Viladecans, Gavà i altres (Baix Llobregat) 41° 17′ N, 2° 05′ E / 41.28°N,2.09°E                                                       | ES510103  | {{ca\|Delta del Llobregat (Baix Llobregat)}} · {{WLE-AD-ES\|ES510103}} · {{Object location dec\|41.28\|2.09\|region:ES-CT_type:forest_dim:10000_source:cawiki}} · [[Categoria:Espais Naturals del Delta del Llobregat]]                  |
| Muntanyes de l'Ordal                           | ENP ZEC i ZEPA Serres del Litoral central | 7.411,39 (ENP) 25.068,7 (N2000)                                                  | Subirats, Olesa de Bonesvalls, Cervelló i altres (Alt Penedès, Baix Llobregat) 41° 23′ N, 1° 53′ E / 41.39°N,1.89°E                                         | ES510142  | {{ca\|Muntanyes de l'Ordal}} · {{WLE-AD-ES\|ES510142}} · {{Object location dec\|41.39\|1.89\|region:ES-CT_type:forest_dim:16500_source:cawiki}} · [[Categoria:Muntanyes de l'Ordal]]                                                     |
| Valls de l'Anoia                               | ENP ZEC i ZEPA | 4.101,04 (ENP) 4.101,04 (N2000)                                                  | Piera, Cabrera d'Anoia, Vallbona d'Anoia i altres (Anoia) 41° 29′ 10″ N, 1° 43′ 12″ E / 41.486°N,1.720°E                                                    | ES510267  | {{ca\|Valls de l'Anoia}} · {{WLE-AD-ES\|ES510267}} · {{Object location dec\|41.486\|1.720\|region:ES-CT_type:forest_dim:13000_source:cawiki}} · [[Categoria:Valls de l'Anoia]]                                                           |
| Massís del Garraf                              | ENP ZEC i ZEPA Serres del Litoral central | 14.764,11 (ENP) 25.068,7 (N2000)                                                 | Begues, Sitges, Olivella i altres (Garraf, Baix Llobregat, Alt Penedès) 41° 17′ N, 1° 50′ E / 41.29°N,1.84°E                                                | ES510130  | {{ca\|Massís del Garraf}} · {{WLE-AD-ES\|ES510130}} · {{Object location dec\|41.29\|1.84\|region:ES-CT_type:forest_dim:26000_source:cawiki}} · [[Categoria:Parc del Garraf]]                                                             |
| Costes del Garraf                              | ENP ZEC i ZEPA | 26.473,78 (marítim) 26.473,78 (N2000)                                            | Àrea marina entre Gavà i Cunit 41° 14′ N, 1° 51′ E / 41.23°N,1.85°E                                                                                         | ES510251  | {{ca\|Costes del Garraf}} · {{WLE-AD-ES\|ES510251}} · {{Object location dec\|41.23\|1.85\|region:ES-CT_type:waterbody_dim:36500_source:cawiki}} · [[Categoria:Costes del Garraf]]                                                        |
| Grapissar de Masia Blanca                      | ENP ZEC | 440,58 (marítim)                                                                 | El Vendrell Àrea marina entre els ports de Coma-ruga i Roda de Berà 41° 10′ 19″ N, 1° 30′ 40″ E / 41.172°N,1.511°E                                          | ES5140020 | {{ca\|Grapissar de Masia Blanca}} · {{WLE-AD-ES\|ES5140020}} · {{Object location dec\|41.172\|1.511\|region:ES-CT_type:waterbody_dim:3000_source:cawiki}} · [[Categoria:Protected areas of Catalonia]]                                   |
| Olèrdola                                       | ENP ZEC i ZEPA Serres del Litoral central | 606,69 (ENP) 25.068,7 (N2000)                                                    | Canyelles, Olèrdola (Garraf, Alt Penedès) 41° 17′ 53″ N, 1° 42′ 36″ E / 41.298°N,1.710°E                                                                    | ES510149  | {{ca\|Parc d'Olèrdola}} · {{WLE-AD-ES\|ES510149}} · {{Object location dec\|41.298\|1.710\|region:ES-CT_type:forest_dim:5500_source:cawiki}} · [[Categoria:Parc d'Olèrdola]]                                                              |
| El Foix                                        | ENP ZEC i ZEPA Serres del Litoral central | 2.286,78 (ENP) 25.068,7 (N2000)                                                  | Castellet i la Gornal, Santa Margarida i els Monjos, Olèrdola i altres (Alt Penedès, Garraf) 41° 16′ N, 1° 39′ E / 41.26°N,1.65°E                           | ES510219  | {{ca\|Parc del Foix}} · {{WLE-AD-ES\|ES510219}} · {{Object location dec\|41.26\|1.65\|region:ES-CT_type:forest_dim:11000_source:cawiki}} · [[Categoria:Parc del Foix]]                                                                   |
| Capçaleres del Foix                            | ENP ZEC i ZEPA | 2.176,68 (ENP) 2.176,68 (N2000)                                                  | Torrelles de Foix, Mediona, Font-rubí i altres (Alt Penedès, Anoia) 41° 26′ N, 1° 35′ E / 41.44°N,1.59°E                                                    | ES510250  | {{ca\|Capçaleres del Foix}} · {{WLE-AD-ES\|ES510250}} · {{Object location dec\|41.44\|1.59\|region:ES-CT_type:forest_dim:11500_source:cawiki}} · [[Categoria:Capçaleres del Foix]]                                                       |
| Sistema prelitoral central                     | ENP ZEC i ZEPA | 18.171,22 (ENP) 19.649,12 (N2000)                                                | Querol, Pontils, la Llacuna i altres (Alt Camp, Anoia, Conca de Barberà) 41° 28′ 19″ N, 1° 25′ 39″ E / 41.471844°N,1.427637°E                               | ES510271  | {{ca\|Sistema prelitoral central}} · {{WLE-AD-ES\|ES510271}} · {{Object location dec\|41.471844\|1.427637\|region:ES-CT_type:forest_dim:31000_source:cawiki}} · [[Categoria:Sistema prelitoral central]]                                 |
| El Montmell-Marmellar                          | ENP ZEC i ZEPA | 9.333,27 (ENP) 9.333,27 (N2000)                                                  | El Montmell, la Bisbal del Penedès, Sant Jaume dels Domenys i altres (Baix Penedès, Alt Penedès, Alt Camp) 41° 20′ N, 1° 31′ E / 41.33°N,1.51°E             | ES510138  | {{ca\|El Montmell-Marmellar}} · {{WLE-AD-ES\|ES510138}} · {{Object location dec\|41.33\|1.51\|region:ES-CT_type:forest_dim:18500_source:cawiki}} · [[Categoria:El Montmell-Marmellar]]                                                   |
| Massís de Bonastre                             | ENP ZEC i ZEPA | 2.680,29 (ENP) 2.680,29 (N2000)                                                  | Bonastre, Albinyana, el Vendrell i altres (Baix Penedès, Tarragonès) 41° 13′ N, 1° 29′ E / 41.22°N,1.48°E                                                   | ES510248  | {{ca\|Massís de Bonastre}} · {{WLE-AD-ES\|ES510248}} · {{Object location dec\|41.22\|1.48\|region:ES-CT_type:forest_dim:8500_source:cawiki}} · [[Categoria:Massís de Bonastre]]                                                          |
| Tossal Gros de Miramar                         | ENP ZEC i ZEPA Sistema prelitoral central | 1.477,92 (ENP) 1.290,16 (N2000)                                                  | Figuerola del Camp, Montblanc, Cabra del Camp i altres (Alt Camp, Conca de Barberà) 41° 22′ 16″ N, 1° 14′ 35″ E / 41.371°N,1.243°E                          | ES510206  | {{ca\|Tossal Gros de Miramar}} · {{WLE-AD-ES\|ES510206}} · {{Object location dec\|41.371\|1.243\|region:ES-CT_type:forest_dim:7500_source:cawiki}} · [[Categoria:Tossal Gros de Miramar]]                                                |
| Riu Gaià-Albereda de Santes Creus              | ENP ZEC i ZEPA Riu Gaià | 2.990,23 (ENP) 2.990,23 (N2000)                                                  | Vespella de Gaià, Salomó, Vilabella i altres (Tarragonès, Alt Camp) 41° 13′ 26″ N, 1° 20′ 53″ E / 41.224°N,1.348°E                                          | ES510082  | {{ca\|Riu Gaià-Albereda de Santes Creus}} · {{WLE-AD-ES\|ES510082}} · {{Object location dec\|41.224\|1.348\|region:ES-CT_type:forest_dim:23000_source:cawiki}} · [[Categoria:Riu Gaià-Albereda de Santes Creus]]                         |
| Platja de Torredembarra i Creixell             | ENP ZEC Costes del Tarragonès | 65,23 (ENP) 1.110,69 (N2000)                                                     | Torredembarra, Creixell (Tarragonès) 41° 09′ 06″ N, 1° 25′ 52″ E / 41.1516°N,1.4311°E                                                                       | ES510153  | {{ca\|Platja de Torredembarra i Creixell (Tarragonès)}} · {{WLE-AD-ES\|ES510153}} · {{Object location dec\|41.1516\|1.4311\|region:ES-CT_type:forest_dim:3000_source:cawiki}} · [[Categoria:Platja de Torredembarra i Creixell]]         |
| Desembocadura del Riu Gaià                     | ENP RNFS ZEC Costes del Tarragonès | 3,87 (ENP) 3,87 (RNFS) 1.110,69 (N2000)                                          | Tarragona 41° 08′ 04″ N, 1° 21′ 54″ E / 41.1345°N,1.3651°E                                                                                                  | ES510104  | {{ca\|Desembocadura del Riu Gaià (Tarragona)}} · {{WLE-AD-ES\|ES510104}} · {{Object location dec\|41.1345\|1.3651\|region:ES-CT_type:waterbody_dim:750_source:cawiki}} · [[Categoria:Desembocadura del riu Gaià]]                        |
| Tamarit-Punta de la Móra-Costes del Tarragonès | ENP ZEC Costes del Tarragonès | 120,39 (ENP) 302,54 (marítim) 1.110,69 (N2000)                                   | Tarragona 41° 07′ 39″ N, 1° 20′ 34″ E / 41.1275°N,1.3428°E                                                                                                  | ES510204  | {{ca\|Tamarit-Punta de la Móra-Costes del Tarragonès (Tarragona)}} · {{WLE-AD-ES\|ES510204}} · {{Object location dec\|41.1275\|1.3428\|region:ES-CT_type:forest_dim:3200_source:cawiki}} · [[Categoria:Tamarit - Punta de la Móra]]      |
| Séquia Major                                   | ENP ZEC | 16,86 (ENP) 53,96 (N2000)                                                        | Vila-seca (Tarragonès) 41° 04′ 57″ N, 1° 10′ 39″ E / 41.0824°N,1.1774°E                                                                                     | ES510173  | {{ca\|Séquia Major (Vila-seca)}} · {{WLE-AD-ES\|ES510173}} · {{Object location dec\|41.0824\|1.1774\|region:ES-CT_type:forest_dim:1500_source:cawiki}} · [[Categoria:Séquia Major]]                                                      |
| Prats de la Pineda                             | ENP ZEC Séquia Major | 37,1 (ENP) 53,96 (N2000)                                                         | Vila-seca (Tarragonès) 41° 05′ 20″ N, 1° 11′ 19″ E / 41.0890°N,1.1885°E                                                                                     | ES510PPI  | {{ca\|Prats de la Pineda (Vila-seca)}} · {{WLE-AD-ES\|ES510PPI}} · {{Object location dec\|41.0890\|1.1885\|region:ES-CT_type:forest_dim:900_source:cawiki}} · [[Categoria:Protected areas of Catalonia]]                                 |
| Muntanyes de Prades                            | ENP PNIN Vall del Monestir de Poblet RNP Barranc de la Trinitat RNP Barranc del Titllar ZEC i ZEPA                                                               | 30.726,39 (ENP) 2.460,15 (PNIN) 919,23 (RNP) 30.726,39 (N2000)                   | Montblanc, Vimbodí, Mont-ral i altres (Baix Camp, Conca de Barberà, Alt Camp, Priorat, Garrigues) 41° 19′ N, 1° 02′ E / 41.31°N,1.03°E                      | ES510143  | {{ca\|Muntanyes de Prades}} · {{WLE-AD-ES\|ES510143}} · {{Object location dec\|41.31\|1.03\|region:ES-CT_type:forest_dim:28000_source:cawiki}} · [[Categoria:Muntanyes de Prades]]                                                       |
| Serra del Montsant                             | ENP Parc natural ZEC i ZEPA Serra de Montsant-Pas de l'Ase | 11.762,14 (ENP) 9.242,08 (PNT) 19.531,53 (N2000)                                 | La Morera de Montsant, Margalef, Ulldemolins i altres (Priorat, Garrigues) 41° 17′ N, 0° 50′ E / 41.28°N,0.83°E                                             | ES510191  | {{ca\|Serra del Montsant}} · {{WLE-AD-ES\|ES510191}} · {{Object location dec\|41.28\|0.83\|region:ES-CT_type:forest_dim:17000_source:cawiki}} · [[Categoria:Parc Natural de la Serra de Montsant]]                                       |
| Riu Siurana i planes del Priorat               | ENP ZEC i ZEPA | 2.879,17 (ENP) 2.879,17 (N2000)                                                  | Porrera, Falset, Gratallops i altres (Priorat, Ribera d'Ebre, Baix Camp) 41° 11′ 10″ N, 0° 48′ 40″ E / 41.186°N,0.811°E                                     | ES510260  | {{ca\|Riu Siurana i planes del Priorat}} · {{WLE-AD-ES\|ES510260}} · {{Object location dec\|41.186\|0.811\|region:ES-CT_type:forest_dim:26000_source:cawiki}} · [[Categoria:Riu Siurana i planes del Priorat]]                           |
| Serres de Pradell-l'Argentera                  | ENP | 197,51 (ENP)                                                                     | Pradell de la Teixeta, Duesaigües, l'Argentera (Baix Camp, Priorat) 41° 09′ 37″ N, 0° 54′ 12″ E / 41.1602°N,0.9032°E                                        | ES510201  | {{ca\|Serres de Pradell-l'Argentera}} · {{WLE-AD-ES\|ES510201}} · {{Object location dec\|41.1602\|0.9032\|region:ES-CT_type:forest_dim:3500_source:cawiki}} · [[Categoria:Protected areas of Catalonia]]                                 |
| Mare de Déu de la Roca                         | ENP | 40,58 (ENP)                                                                      | Vilanova d'Escornalbou, Mont-roig del Camp (Baix Camp) 41° 05′ 53″ N, 0° 56′ 06″ E / 41.098°N,0.935°E                                                       | ES510124  | {{ca\|Mare de Déu de la Roca (Baix Camp)}} · {{WLE-AD-ES\|ES510124}} · {{Object location dec\|41.098\|0.935\|region:ES-CT_type:forest_dim:1000_source:cawiki}} · [[Categoria:Parc Mare de Déu de la Roca]]                               |
| Serra de Llaberia                              | ENP ZEC i ZEPA Tivissa-Vandellós-Llaberia | 10.350,4 (ENP) 24.532,38 (N2000)                                                 | Tivissa, Capçanes, Pratdip i altres (Priorat, Ribera d'Ebre, Baix Camp) 41° 05′ N, 0° 49′ E / 41.09°N,0.82°E                                                | ES510182  | {{ca\|Serra de Llaberia}} · {{WLE-AD-ES\|ES510182}} · {{Object location dec\|41.09\|0.82\|region:ES-CT_type:forest_dim:17000_source:cawiki}} · [[Categoria:Serra de Llaberia]]                                                           |
| Pas de l'Ase                                   | ENP ZEC i ZEPA Serra de Montsant-Pas de l'Ase | 7.769,5 (ENP) 19.531,53 (N2000)                                                  | Garcia, la Figuera, Ascó i altres (Ribera d'Ebre, Priorat) 41° 11′ N, 0° 41′ E / 41.18°N,0.68°E                                                             | ES510255  | {{ca\|Pas de l'Ase}} · {{WLE-AD-ES\|ES510255}} · {{Object location dec\|41.18\|0.68\|region:ES-CT_type:forest_dim:17500_source:cawiki}} · [[Categoria:Protected areas of Catalonia]]                                                     |
| La Rojala-Platja del Torn                      | ENP ZEC Litoral meridional tarragoní | 211,41 (ENP) 4.903,83 (N2000)                                                    | Vandellòs i l'Hospitalet de l'Infant (Baix Camp) 40° 58′ 08″ N, 0° 53′ 13″ E / 40.969°N,0.887°E                                                             | ES510165  | {{ca\|La Rojala-Platja del Torn (Vandellòs i l'Hospitalet de l'Infant)}} · {{WLE-AD-ES\|ES510165}} · {{Object location dec\|40.969\|0.887\|region:ES-CT_type:forest_dim:2500_source:cawiki}} · [[Categoria:La Rojala - Platja del Torn]] |
| Muntanyes de Tivissa-Vandellós                 | ENP ZEC i ZEPA Tivissa-Vandellós-Llaberia | 13.924,79 (ENP) 30.726,39 (N2000)                                                | Tivissa, Vandellòs i l'Hospitalet de l'Infant, Pratdip i altres (Baix Camp, Ribera d'Ebre, Baix Ebre) 40° 59′ N, 0° 49′ E / 40.98°N,0.82°E                  | ES510145  | {{ca\|Muntanyes de Tivissa-Vandellós}} · {{WLE-AD-ES\|ES510145}} · {{Object location dec\|40.98\|0.82\|region:ES-CT_type:forest_dim:20000_source:cawiki}} · [[Categoria:Muntanyes de Tivissa-Vandellós]]                                 |
| La Plana de Sant Jordi                         | ENP ZEC i ZEPA Tivissa-Vandellós-Llaberia | 257,19 (ENP) 24.532,38 (N2000)                                                   | L'Ametlla de Mar (Baix Ebre) 40° 55′ 55″ N, 0° 48′ 50″ E / 40.932°N,0.814°E                                                                                 | ES510152  | {{ca\|La Plana de Sant Jordi (l'Ametlla de Mar)}} · {{WLE-AD-ES\|ES510152}} · {{Object location dec\|40.932\|0.814\|region:ES-CT_type:forest_dim:3000_source:cawiki}} · [[Categoria:Protected areas of Catalonia]]                       |
| Cap de Santes Creus                            | ENP RNFS Torrent del Pi ZEC Litoral meridional tarragoní | 88,36 (ENP) 354,38 (marítim) 3,10 (RNFS) 4.903,83 (N2000)                        | L'Ametlla de Mar (Baix Ebre) 40° 51′ 40″ N, 0° 46′ 48″ E / 40.861°N,0.780°E                                                                                 | ES510093  | {{ca\|Cap de Santes Creus (l'Ametlla de Mar)}} · {{WLE-AD-ES\|ES510093}} · {{Object location dec\|40.861\|0.780\|region:ES-CT_type:forest_dim:3500_source:cawiki}} · [[Categoria:Cap de Santes Creus]]                                   |
| Barranc de Santes Creus                        | ENP ZEC | 48,86                                                                            | L'Ametlla de Mar, el Perelló (Baix Ebre) 40° 53′ 02″ N, 0° 45′ 41″ E / 40.88376°N,0.76144°E                                                                 | ES5140022 | {{ca\|Barranc de Santes Creus (Baix Ebre)}} · {{WLE-AD-ES\|ES5140022}} · {{Object location dec\|40.88376\|0.76144\|region:ES-CT_type:river_dim:5280_source:cawiki}} · [[Categoria:Protected areas of Catalonia]]                         |
| Tossal de Montagut                             | ENP ZEC i ZEPA | 1.290,16 (ENP) 1.290,16 (N2000)                                                  | El Perelló, l'Ametlla de Mar, Tivissa (Baix Ebre, Ribera d'Ebre) 40° 55′ 05″ N, 0° 42′ 11″ E / 40.918°N,0.703°E                                             | ES510266  | {{ca\|Tossal de Montagut}} · {{WLE-AD-ES\|ES510266}} · {{Object location dec\|40.918\|0.703\|region:ES-CT_type:forest_dim:11000_source:cawiki}} · [[Categoria:Protected areas of Catalonia]]                                             |
| Riberes i Illes de l'Ebre                      | RNFS Illes de l'Ebre ZEC Riberes i Illes de l'Ebre | 381,7 (ENP) 88,86 (RNFS) 487,33 (N2000)                                          | Illes i meandres entre Móra d'Ebre i Tortosa (Baix Ebre, Ribera d'Ebre) 41° 01′ 54″ N, 0° 36′ 13″ E / 41.0317°N,0.6035°E                                    | ES510122  | {{ca\|Riberes i Illes de l'Ebre}} · {{WLE-AD-ES\|ES510122}} · {{Object location dec\|41.0317\|0.6035\|region:ES-CT_type:forest_dim:59000_source:cawiki}} · [[Categoria:Riberes i Illes de l'Ebre]]                                       |
| Serres de Pàndols-Cavalls                      | ENP ZEC i ZEPA Sistema prelitoral meridional | 9.647,53 (ENP) 22.165,16 (N2000)                                                 | Gandesa, Móra d'Ebre, Horta de Sant Joan i altres (Terra Alta, Ribera d'Ebre) 41° 02′ 06″ N, 0° 28′ 08″ E / 41.035°N,0.469°E                                | ES510200  | {{ca\|Serres de Pàndols-Cavalls}} · {{WLE-AD-ES\|ES510200}} · {{Object location dec\|41.035\|0.469\|region:ES-CT_type:forest_dim:31000_source:cawiki}} · [[Categoria:Serres de Pàndols-Cavalls]]                                         |
| Aligars-Serra Fulletera                        | ENP ZEC i ZEPA Sistema prelitoral meridional | 3.409,48 (ENP) 51.679,79 (N2000)                                                 | Benifallet, Miravet, el Pinell de Brai i altres (Baix Ebre, Ribera d'Ebre, Terra Alta) 41° 00′ N, 0° 32′ E / 41.00°N,0.53°E                                 | ES510246  | {{ca\|Aligars-Serra Fulletera}} · {{WLE-AD-ES\|ES510246}} · {{Object location dec\|41.00\|0.53\|region:ES-CT_type:forest_dim:16000_source:cawiki}} · [[Categoria:Aligars - Serra Fulletera]]                                             |
| Serres de Cardó-el Boix                        | ENP ZEC i ZEPA | 16.143,96 (ENP) 16.143,96 (N2000)                                                | Tortosa, Tivenys, Benifallet i altres (Baix Ebre, Ribera d'Ebre) 40° 55′ N, 0° 35′ E / 40.91°N,0.59°E                                                       | ES510198  | {{ca\|Serres de Cardó-el Boix}} · {{WLE-AD-ES\|ES510198}} · {{Object location dec\|40.91\|0.59\|region:ES-CT_type:forest_dim:25500_source:cawiki}} · [[Categoria:Cardó Massif]]                                                          |
| Els Ports                                      | ENP Parc natural RNP les Fagedes dels Ports ZEC i ZEPA Sistema prelitoral meridional                                                                             | 38.354,13 (ENP) 34.183,46 (PNT) 866,89 (RNP) 51.679,79 (N2000)                   | La Sénia, Roquetes, Alfara de Carles i altres (Baix Ebre, Montsià, Terra Alta) 40° 49′ N, 0° 19′ E / 40.81°N,0.32°E                                         | ES510154  | {{ca\|Els Ports}} · {{WLE-AD-ES\|ES510154}} · {{Object location dec\|40.81\|0.32\|region:ES-CT_type:forest_dim:39000_source:cawiki}} · [[Categoria:Ports de Tortosa Beseit]]                                                             |
| Barrancs de Sant Antoni-Lloret-la Galera       | ENP ZEC i ZEPA Sistema prelitoral meridional | 261,27 (ENP) 51.679,79 (N2000)                                                   | Roquetes, Mas de Barberans, la Galera i altres (Baix Ebre, Montsià) 40° 47′ N, 0° 26′ E / 40.78°N,0.44°E                                                    | ES510089  | {{ca\|Barrancs de Sant Antoni-Lloret-la Galera}} · {{WLE-AD-ES\|ES510089}} · {{Object location dec\|40.78\|0.44\|region:ES-CT_type:forest_dim:18500_source:cawiki}} · [[Categoria:Protected areas of Catalonia]]                         |
| Delta de l'Ebre                                | ENP Parc natural RNP Punta de la Banya RNFS Punta del Fangar RNFS Estació biològica el Canal Vell RNFS Illa de Sant Antoni RNFS Llacuna de la Tancada ZEC i ZEPA | 12.737,97 (ENP) 35.647,1 (marítim) 4.117,51 (PNT) 735,92 (RNP) 48.385,08 (N2000) | Sant Carles de la Ràpita, Deltebre, Amposta i altres (Montsià, Baix Ebre) 40° 43′ N, 0° 50′ E / 40.71°N,0.83°E                                              | ES510102  | {{ca\|Delta de l'Ebre}} · {{WLE-AD-ES\|ES510102}} · {{Object location dec\|40.71\|0.83\|region:ES-CT_type:forest_dim:33000_source:cawiki}} · [[Categoria:Delta de l'Ebre Natural Park]]                                                  |
| Secans del Montsià                             | ENP ZEC i ZEPA | 2.116,24 (ENP) 2.116,24 (N2000)                                                  | Ulldecona, la Sénia, Godall (Montsià) 40° 38′ N, 0° 23′ E / 40.64°N,0.39°E                                                                                  | ES510264  | {{ca\|Secans del Montsià}} · {{WLE-AD-ES\|ES510264}} · {{Object location dec\|40.64\|0.39\|region:ES-CT_type:forest_dim:10500_source:cawiki}} · [[Categoria:Protected areas of Catalonia]]                                               |
| Serra de Godall                                | ENP ZEC i ZEPA | 1.782,44 (ENP) 1.782,44 (N2000)                                                  | Godall, Ulldecona, Freginals i altres (Montsià) 40° 38′ N, 0° 28′ E / 40.64°N,0.47°E                                                                        | ES510263  | {{ca\|Serra de Godall (Montsià)}} · {{WLE-AD-ES\|ES510263}} · {{Object location dec\|40.64\|0.47\|region:ES-CT_type:forest_dim:9500_source:cawiki}} · [[Categoria:Serra de Godall]]                                                      |
| Serra de Montsià                               | ENP ZEC i ZEPA | 5.296,43 (ENP) 5.296,43 (N2000)                                                  | Ulldecona, Alcanar, Amposta i altres (Montsià) 40° 37′ N, 0° 32′ E / 40.62°N,0.54°E                                                                         | ES510185  | {{ca\|Serra de Montsià}} · {{WLE-AD-ES\|ES510185}} · {{Object location dec\|40.62\|0.54\|region:ES-CT_type:forest_dim:16500_source:cawiki}} · [[Categoria:Serra del Montsià]]                                                            |

## Depressió Central
| Nom                                    | Protecció                                     | Àrea (ha)                                      | Localització | Codi      | Imatge |
| -------------------------------------- | --------------------------------------------- | ---------------------------------------------- | --- | --------- | --- |
| Savassona                              | ENP ZEC i ZEPA Sistema transversal Català     | 1.211,88 (ENP) 28.563,4 (N2000)                | Vilanova de Sau, les Masies de Roda, Sant Julià de Vilatorta i altres (Osona) 41° 57′ 31″ N, 2° 23′ 04″ E / 41.9586°N,2.3844°E          | ES510243  | {{ca\|Savassona (Osona)}} · {{WLE-AD-ES\|ES510243}} · {{Object location dec\|41.9586\|2.3844\|region:ES-CT_type:forest_dim:15000_source:cawiki}} · [[Categoria:Savassona]]                                                          |
| Riera de Sorreigs                      | ENP ZEC                                       | 286,65 (ENP) 286,65 (N2000)                    | Sobremunt, Santa Cecília de Voltregà, Sant Bartomeu del Grau (Osona) 42° 00′ 25″ N, 2° 10′ 31″ E / 42.0070°N,2.1753°E                   | ES510164  | {{ca\|Riera de Sorreigs (Osona)}} · {{WLE-AD-ES\|ES510164}} · {{Object location dec\|42.0070\|2.1753\|region:ES-CT_type:forest_dim:4000_source:cawiki}} · [[Categoria:Protected areas of Catalonia]]                                |
| Turons de la Plana Ausetana            | ENP                                           | 671,89 (ENP)                                   | Gurb, Tona, Seva i altres (Osona) 41° 56′ 42″ N, 2° 11′ 46″ E / 41.945°N,2.196°E                                                        | ES510212  | {{ca\|Turons de la Plana Ausetana (Osona)}} · {{WLE-AD-ES\|ES510212}} · {{Object location dec\|41.945\|2.196\|region:ES-CT_type:forest_dim:22500_source:cawiki}} · [[Categoria:Turons de la Plana Ausetana]]                        |
| El Moianès i la Riera de Muntanyola    | ENP                                           | 10.583,77 (ENP)                                | Moià, Santa Maria d'Oló, Muntanyola i altres (Bages, Osona, Vallès Oriental) 41° 50′ 17″ N, 2° 07′ 26″ E / 41.838°N,2.124°E             | ES510133  | {{ca\|El Moianès i la Riera de Muntanyola}} · {{WLE-AD-ES\|ES510133}} · {{Object location dec\|41.838\|2.124\|region:ES-CT_type:forest_dim:18000_source:cawiki}} · [[Categoria:El Moianès i la Riera de Muntanyola]]                |
| La Sauva Negra                         | ENP                                           | 110,55 (ENP)                                   | Castellcir, Centelles, Balenyà (Vallès Oriental, Osona) 41° 47′ 05″ N, 2° 11′ 01″ E / 41.7847°N,2.1837°E                                | ES510171  | {{ca\|La Sauva Negra}} · {{WLE-AD-ES\|ES510171}} · {{Object location dec\|41.7847\|2.1837\|region:ES-CT_type:forest_dim:2500_source:cawiki}} · [[Categoria:La Sauva Negra]]                                                         |
| Els Tres Hereus                        | ENP                                           | 347,81 (ENP)                                   | Casserres, Avià (Berguedà) 42° 02′ 20″ N, 1° 50′ 46″ E / 42.039°N,1.846°E                                                               | ES510211  | {{ca\|Els Tres Hereus (Berguedà)}} · {{WLE-AD-ES\|ES510211}} · {{Object location dec\|42.039\|1.846\|region:ES-CT_type:forest_dim:3500_source:cawiki}} · [[Categoria:Protected areas of Catalonia]]                                 |
| Riera de Navel                         | ENP                                           | 516,12 (ENP)                                   | Viver i Serrateix, Montmajor (Berguedà) 41° 57′ 36″ N, 1° 45′ 14″ E / 41.960°N,1.754°E                                                  | ES510162  | {{ca\|Riera de Navel (Berguedà)}} · {{WLE-AD-ES\|ES510162}} · {{Object location dec\|41.960\|1.754\|region:ES-CT_type:forest_dim:5500_source:cawiki}} · [[Categoria:Parc riera de Navel]]                                           |
| Muntanya de Sal de Cardona             | ENP                                           | 139,76 (ENP)                                   | Cardona (Bages) 41° 54′ 22″ N, 1° 40′ 55″ E / 41.906°N,1.682°E                                                                          | ES510140  | {{ca\|Muntanya de Sal de Cardona}} · {{WLE-AD-ES\|ES510140}} · {{Object location dec\|41.906\|1.682\|region:ES-CT_type:forest_dim:2000_source:cawiki}} · [[Categoria:Muntanya de sal de Cardona]]                                   |
| Serra de Castelltallat                 | ENP ZEC                                       | 4.961,39 (ENP) 4.961,39 (N2000)                | Sant Mateu de Bages, Súria (Bages) 41° 48′ 19″ N, 1° 39′ 35″ E / 41.805201°N,1.659856°E                                                 | ES510180  | {{ca\|Serra de Castelltallat (Bages)}} · {{WLE-AD-ES\|ES510180}} · {{Object location dec\|41.805201\|1.659856\|region:ES-CT_type:forest_dim:14000_source:cawiki}} · [[Categoria:Serra de Castelltallat]]                            |
| El Miracle                             | ENP                                           | 233,62 (ENP)                                   | Riner, Pinós (Solsonès) 41° 55′ 24″ N, 1° 31′ 31″ E / 41.9234°N,1.5254°E                                                                | ES510132  | {{ca\|El Miracle (Solsonès)}} · {{WLE-AD-ES\|ES510132}} · {{Object location dec\|41.9234\|1.5254\|region:ES-CT_type:forest_dim:3500_source:cawiki}} · [[Categoria:Parc el Miracle]]                                                 |
| Carbasí                                | ENP ZEC                                       | 242,79 (ENP) 242,79 (N2000)                    | Argençola, Montmaneu (Anoia) 41° 37′ 13″ N, 1° 26′ 01″ E / 41.6203°N,1.4335°E                                                           | ES510096  | {{ca\|Carbasí (Anoia)}} · {{WLE-AD-ES\|ES510096}} · {{Object location dec\|41.6203\|1.4335\|region:ES-CT_type:forest_dim:3500_source:cawiki}} · [[Categoria:Parc Carbasí]]                                                          |
| Parc riera de Clariana                 | ENP ZEC                                       | 463,3 (N2000)                                  | Jorba (Anoia) 41° 35′ 56″ N, 1° 30′ 07″ E / 41.599°N,1.502°E                                                                            | ES5110023 | {{ca\|Parc riera de Clariana (Jorba)}} · {{WLE-AD-ES\|ES5110023}} · {{Object location dec\|41.599\|1.502\|region:ES-CT_type:forest_dim:7400_source:cawiki}} · [[Categoria:Parc riera de Clariana]]                                  |
| Riera de la Goda                       | ENP ZEC                                       | 38,0 (N2000)                                   | Argençola, Sant Martí de Tous (Anoia) 41° 33′ 46″ N, 1° 27′ 31″ E / 41.56277°N,1.45851°E                                                | ES5110021 | {{ca\|Riera de la Goda (Anoia)}} · {{WLE-AD-ES\|ES5110021}} · {{Object location dec\|41.56277\|1.45851\|region:ES-CT_type:waterbody_dim:4330_source:cawiki}} · [[Categoria:Protected areas of Catalonia]]                           |
| Valls del Sió-Llobregós                | ENP ZEC i ZEPA                                | 26.846,55 (ENP) 26.846,55 (N2000)              | Torrefeta i Florejacs, Oliola, Massoteres i altres (Segarra, Noguera, Urgell, Anoia) 41° 49′ 12″ N, 1° 12′ 04″ E / 41.820°N,1.201°E     | ES510216  | {{ca\|Valls del Sió-Llobregós}} · {{WLE-AD-ES\|ES510216}} · {{Object location dec\|41.820\|1.201\|region:ES-CT_type:forest_dim:48000_source:cawiki}} · [[Categoria:Valls del Sió-Llobregós]]                                        |
| Plans de Sió                           | ENP ZEC i ZEPA                                | 10.362,27 (ENP) 10.362,27 (N2000)              | Els Plans de Sió, Tàrrega, Ossó de Sió i altres (Urgell, Segarra, Noguera) 41° 44′ N, 1° 11′ E / 41.74°N,1.18°E                         | ES510256  | {{ca\|Plans de Sió}} · {{WLE-AD-ES\|ES510256}} · {{Object location dec\|41.74\|1.18\|region:ES-CT_type:forest_dim:18000_source:cawiki}} · [[Categoria:Plans de Sió]]                                                                |
| Granyena                               | ENP ZEPA                                      | 6.619,01 (ENP) 6.619,01 (N2000)                | Granyena de Segarra, Granyanella, Montornès de Segarra i altres (Segarra, Urgell) 41° 37′ 16″ N, 1° 11′ 49″ E / 41.621°N,1.197°E        | ES510254  | {{ca\|Granyena}} · {{WLE-AD-ES\|ES510254}} · {{Object location dec\|41.621\|1.197\|region:ES-CT_type:forest_dim:13000_source:cawiki}} · [[Categoria:Parc de Granyena]]                                                              |
| Obagues del Riu Corb                   | ENP ZEC i ZEPA                                | 2.270,12 (ENP) 2.270,12 (N2000)                | Savallà del Comtat, Conesa, Vallfogona de Riucorb i altres (Conca de Barberà) 41° 32′ 24″ N, 1° 15′ 14″ E / 41.540°N,1.254°E            | ES510148  | {{ca\|Obagues del Riu Corb (Conca de Barberà)}} · {{WLE-AD-ES\|ES510148}} · {{Object location dec\|41.540\|1.254\|region:ES-CT_type:forest_dim:12000_source:cawiki}} · [[Categoria:Obagues del Riu Corb]]                           |
| Anglesola-Vilagrassa                   | ENP ZEPA                                      | 1.133,48 (ENP) 1.133,48 (N2000)                | Vilagrassa, Anglesola, Tàrrega (Urgell) 41° 40′ 16″ N, 1° 05′ 42″ E / 41.671°N,1.095°E                                                  | ES510245  | {{ca\|Anglesola-Vilagrassa (Urgell)}} · {{WLE-AD-ES\|ES510245}} · {{Object location dec\|41.671\|1.095\|region:ES-CT_type:forest_dim:6500_source:cawiki}} · [[Categoria:Protected areas of Catalonia]]                              |
| Bellmunt-Almenara                      | ENP ZEC i ZEPA                                | 4.045,36 (ENP) 4.045,36 (N2000)                | Montgai, la Sentiu de Sió, Agramunt i altres (Noguera, Urgell) 41° 46′ 41″ N, 0° 58′ 41″ E / 41.778°N,0.978°E                           | ES510177  | {{ca\|Bellmunt-Almenara}} · {{WLE-AD-ES\|ES510177}} · {{Object location dec\|41.778\|0.978\|region:ES-CT_type:forest_dim:20500_source:cawiki}} · [[Categoria:Bellmunt-Almenara]]                                                    |
| Estany d'Ivars i Vila-sana             | ENP ZEC i ZEPA                                | 156,58 (ENP) 156,58 (N2000)                    | Ivars d'Urgell, Vila-sana (Pla d'Urgell) 41° 40′ 55″ N, 0° 56′ 56″ E / 41.6820°N,0.9489°E                                               | ES510252  | {{ca\|Estany d'Ivars i Vila-sana (Pla d'Urgell)}} · {{WLE-AD-ES\|ES510252}} · {{Object location dec\|41.6820\|0.9489\|region:ES-CT_type:waterland_dim:2300_source:cawiki}} · [[Categoria:Estany d'Ivars]]                           |
| Secans de Belianes-Preixana            | ENP ZEC i ZEPA                                | 6.509,61 (ENP) 6.509,61 (N2000)                | Preixana, Belianes, Sant Martí de Riucorb i altres (Urgell, Garrigues, Pla d'Urgell) 41° 35′ 24″ N, 1° 01′ 16″ E / 41.590°N,1.021°E     | ES510261  | {{ca\|Secans de Belianes-Preixana}} · {{WLE-AD-ES\|ES510261}} · {{Object location dec\|41.590\|1.021\|region:ES-CT_type:forest_dim:17000_source:cawiki}} · [[Categoria:Secans de Belianes-Preixana (Special Area of Conservation)]] |
| Vall de Vinaixa                        | ENP ZEC i ZEPA                                | 3.024,17 (ENP) 3.024,17 (N2000)                | Vinaixa, Vimbodí i Poblet, Tarrés i altres (Garrigues, Conca de Barberà) 41° 26′ 13″ N, 1° 00′ 00″ E / 41.437°N,1.000°E                 | ES510269  | {{ca\|Vall de Vinaixa}} · {{WLE-AD-ES\|ES510269}} · {{Object location dec\|41.437\|1.000\|region:ES-CT_type:forest_dim:11000_source:cawiki}} · [[Categoria:Protected areas of Catalonia]]                                           |
| Els Bessons                            | ENP ZEC i ZEPA                                | 424,85 (ENP) 424,85 (N2000)                    | Juneda, les Borges Blanques, Cervià de les Garrigues i altres (Garrigues) 41° 27′ 55″ N, 0° 50′ 48″ E / 41.4653°N,0.8468°E              | ES510090  | {{ca\|Els Bessons (Garrigues)}} · {{WLE-AD-ES\|ES510090}} · {{Object location dec\|41.4653\|0.8468\|region:ES-CT_type:forest_dim:7000_source:cawiki}} · [[Categoria:Protected areas of Catalonia]]                                  |
| Tossals de Torregrossa                 | ENP                                           | 69,91 (ENP)                                    | Torregrossa (Pla d'Urgell) 41° 34′ 14″ N, 0° 45′ 54″ E / 41.5706°N,0.7651°E                                                             | ES510210  | {{ca\|Tossals de Torregrossa}} · {{WLE-AD-ES\|ES510210}} · {{Object location dec\|41.5706\|0.7651\|region:ES-CT_type:forest_dim:18000_source:cawiki}} · [[Categoria:Protected areas of Catalonia]]                                  |
| Secans de Mas de Melons-Alfés          | ENP RNP Mas de Melons ZEC i ZEPA              | 7.605,79 (ENP) 1.431,55 (RNP) 6.420,17 (N2000) | Castelldans, Alfés, Lleida i altres (Segrià, Garrigues) 41° 31′ 30″ N, 0° 41′ 49″ E / 41.525°N,0.697°E                                  | ES510270  | {{ca\|Secans de Mas de Melons-Alfés}} · {{WLE-AD-ES\|ES510270}} · {{Object location dec\|41.525\|0.697\|region:ES-CT_type:forest_dim:20000_source:cawiki}} · [[Categoria:Protected areas of Catalonia]]                             |
| Serra Llarga-Secans de la Noguera      | ENP ZEC i ZEPA Secans de la Noguera           | 8.928,2 (ENP) 8.928,2 (N2000)                  | Algerri, Castelló de Farfanya, Balaguer i altres (Noguera) 41° 49′ 37″ N, 0° 41′ 53″ E / 41.827°N,0.698°E                               | ES510194  | {{ca\|Serra Llarga-Secans de la Noguera}} · {{WLE-AD-ES\|ES510194}} · {{Object location dec\|41.827\|0.698\|region:ES-CT_type:forest_dim:19000_source:cawiki}} · [[Categoria:Protected areas of Catalonia]]                         |
| Aiguabarreig Segre-Noguera Ribagorçana | ENP ZEC                                       | 194,45 (ENP) 339,08 (N2000)                    | Corbins, Vilanova de la Barca, Albesa i altres (Segrià, Noguera) 41° 43′ 31″ N, 0° 39′ 52″ E / 41.72518°N,0.66452°E                     | ES510078  | {{ca\|Aiguabarreig Segre-Noguera Ribagorçana}} · {{WLE-AD-ES\|ES510078}} · {{Object location dec\|41.72518\|0.66452\|region:ES-CT_type:forest_dim:14000_source:cawiki}} · [[Categoria:Aiguabarreig Segre-Noguera Ribagorçana]]      |
| Plans de la Unilla                     | ENP ZEC i ZEPA                                | 977,09 (ENP) 977,09 (N2000)                    | Almenar, Alguaire (Segrià) 41° 46′ 01″ N, 0° 33′ 11″ E / 41.767°N,0.553°E                                                               | ES510257  | {{ca\|Plans de la Unilla (Segrià)}} · {{WLE-AD-ES\|ES510257}} · {{Object location dec\|41.767\|0.553\|region:ES-CT_type:forest_dim:4500_source:cawiki}} · [[Categoria:Protected areas of Catalonia]]                                |
| Basses de Sucs i Alcarràs              | ENP ZEC i ZEPA                                | 21,19 (ENP) 21,19 (N2000)                      | Lleida, Alcarràs Pantans de Suquets de Baix i de l'Arròs (Segrià) 41° 42′ 59″ N, 0° 24′ 34″ E / 41.7163°N,0.4095°E                      | ES510249  | {{ca\|Basses de Sucs i Alcarràs (Segrià)}} · {{WLE-AD-ES\|ES510249}} · {{Object location dec\|41.7163\|0.4095\|region:ES-CT_type:forest_dim:10000_source:cawiki}} · [[Categoria:Protected areas of Catalonia]]                      |
| Utxesa                                 | ENP RNFS ZEPA Secans del Segrià i Utxesa      | 3.807,6 (ENP) 264,76 (RNFS) 7.710,34 (N2000)   | Sarroca de Lleida, Aitona, Torres de Segre i altres (Segrià) 41° 28′ 55″ N, 0° 33′ 36″ E / 41.482°N,0.560°E                             | ES510214  | {{ca\|Utxesa (Segrià)}} · {{WLE-AD-ES\|ES510214}} · {{Object location dec\|41.482\|0.560\|region:ES-CT_type:forest_dim:13500_source:cawiki}} · [[Categoria:Utxesa]]                                                                 |
| Erms d'Aitona                          | ENP ZEC i ZEPA Secans del Segrià i Utxesa     | 992,36 (ENP) 3.798,37 (N2000)                  | Aitona, Seròs, Llardecans (Segrià) 41° 27′ 18″ N, 0° 27′ 43″ E / 41.455°N,0.462°E                                                       | ES510105  | {{ca\|Erms d'Aitona (Segrià)}} · {{WLE-AD-ES\|ES510105}} · {{Object location dec\|41.455\|0.462\|region:ES-CT_type:forest_dim:7000_source:cawiki}} · [[Categoria:Protected areas of Catalonia]]                                     |
| Aiguabarreig Segre-Cinca               | ENP ZEC i ZEPA                                | 760,96 (ENP) 760,96 (N2000)                    | La Granja d'Escarp, Seròs, Aitona i altres (Segrià) 41° 27′ 37″ N, 0° 25′ 53″ E / 41.4603°N,0.4315°E                                    | ES510076  | {{ca\|Aiguabarreig Segre-Cinca (Segrià)}} · {{WLE-AD-ES\|ES510076}} · {{Object location dec\|41.4603\|0.4315\|region:ES-CT_type:forest_dim:23000_source:cawiki}} · [[Categoria:Aiguabarreig Segre-Cinca]]                           |
| Montllober                             | ENP                                           | 76,26 (ENP)                                    | Massalcoreig, Seròs (Segrià) 41° 28′ 34″ N, 0° 21′ 55″ E / 41.4761°N,0.3652°E                                                           | ES510137  | {{ca\|Montllober (Segrià)}} · {{WLE-AD-ES\|ES510137}} · {{Object location dec\|41.4761\|0.3652\|region:ES-CT_type:forest_dim:2000_source:cawiki}} · [[Categoria:Protected areas of Catalonia]]                                      |
| Serós-Tossals de Montmeneu             | ENP ZEC i ZEPA Secans del Segrià i Utxesa     | 2.910,05 (ENP) 7.710,34 (N2000)                | Seròs, la Granja d'Escarp, Aitona (Segrià) 41° 25′ N, 0° 26′ E / 41.41°N,0.43°E                                                         | ES510209  | {{ca\|Serós-Tossals de Montmeneu (Segrià)}} · {{WLE-AD-ES\|ES510209}} · {{Object location dec\|41.41\|0.43\|region:ES-CT_type:forest_dim:10000_source:cawiki}} · [[Categoria:Protected areas of Catalonia]]                         |
| Tossals d'Almatret                     | ENP ZEC i ZEPA Tossals d'Almatret i Riba-roja | 917,5 (ENP) 7.473,55 (N2000)                   | Almatret (Segrià) 41° 19′ 12″ N, 0° 22′ 52″ E / 41.320°N,0.381°E                                                                        | ES510207  | {{ca\|Tossals d'Almatret}} · {{WLE-AD-ES\|ES510207}} · {{Object location dec\|41.320\|0.381\|region:ES-CT_type:forest_dim:5000_source:cawiki}} · [[Categoria:Protected areas of Catalonia]]                                         |
| Riba-roja                              | ENP ZEC i ZEPA Tossals d'Almatret i Riba-roja | 6.556,05 (ENP) 7.473,55 (N2000)                | Riba-roja d'Ebre, la Pobla de Massaluca, la Fatarella i altres (Terra Alta, Ribera d'Ebre, Segrià) 41° 14′ N, 0° 24′ E / 41.23°N,0.40°E | ES510156  | {{ca\|Riba-roja}} · {{WLE-AD-ES\|ES510156}} · {{Object location dec\|41.23\|0.40\|region:ES-CT_type:forest_dim:14000_source:cawiki}} · [[Categoria:Protected areas of Catalonia]]                                                   |
| Ribera de l'Ebre a Flix                | ENP RNFS ZEC Riberes i Illes de l'Ebre        | 105,63 (ENP) 46,87 (RNFS) 487,33 (N2000)       | Flix (Ribera d'Ebre) 41° 14′ 11″ N, 0° 31′ 32″ E / 41.2363°N,0.5256°E                                                                   | ES510158  | {{ca\|Ribera de l'Ebre a Flix}} · {{WLE-AD-ES\|ES510158}} · {{Object location dec\|41.2363\|0.5256\|region:ES-CT_type:forest_dim:6500_source:cawiki}} · [[Categoria:Protected areas of Catalonia]]                                  |
| Ribera de l'Algars                     | ENP RNP Algars ZEC i ZEPA                     | 2.128,21 (ENP) 91,85 (RNP) 2.128,21 (N2000)    | Batea, Horta de Sant Joan, Caseres i altres (Terra Alta) 41° 00′ 29″ N, 0° 17′ 06″ E / 41.008°N,0.285°E                                 | ES510157  | {{ca\|Ribera de l'Algars (Terra Alta)}} · {{WLE-AD-ES\|ES510157}} · {{Object location dec\|41.008\|0.285\|region:ES-CT_type:forest_dim:23000_source:cawiki}} · [[Categoria:Protected areas of Catalonia]]                           |